# Guerra de Gaza
|  | Per a altres significats, vegeu «Guerra de Gaza (desambiguació)». |

La guerra de Gaza o el conflicte armat entre Israel i el conjunt de grups milicians dirigits per Hamàs, actualment en curs, va començar el 7 d'octubre de 2023 amb una ofensiva sorpresa coordinada contra Israel. Hamàs governava i controlava la Franja, mentre que els altres grups només hi tenien una presència secundària. Es tracta de la quinzena guerra d'Israel a Gaza i de l'esdeveniment més mortal per als palestins en tota la història del conflicte arabo-israelià. La guerra ha causat nombrosos episodis de desinformació, majoritàriament sobre les accions israelianes, una controvèrsia mundial i una crisi generalitzada al Orient Pròxim.
La ràtzia va començar amb el llançament d'un mínim de 3.000 coets dirigits cap a territori israelià des de la Franja. Simultàniament, uns 2.500 militants de les Brigades Izz ad-Din al-Qassam, el braç armat de Hamàs, van traspassar diversos punts del mur, van prendre posicions militars frontereres i van assaltar, matar i capturar civils a 22 localitats israelianes. En total, els atacs van causar la mort de 1.139 israelians (815 civils i 324 militars) i nacionals forans, incloent-hi 260 persones que assistien a un festival de música a Re'im. A més, 251 ostatges, tant civils com soldats, varen ser portats per la força a la Franja de Gaza, incloent-hi dones, nens i persones grans, amb la intenció de negociar un intercanvi amb presoners palestins. El primer ministre israelià, Binyamín Netanyahu, va declarar Israel en «estat de guerra» durant un discurs televisiu després de l'inici dels atacs. Les Forces de Defensa d'Israel (FDI), però, van iniciar atacs de represàlia abans que el govern israelià declarés formalment la guerra a Hamàs l'endemà.
Israel va repel·lir les forces de Hamàs dins del seu territori i va dur a terme una campanya intensiva de bombardejos a la Franja de Gaza, que van causar la mort de més de 6.500 palestins només fins al 26 d'octubre, segons el Ministeri de Salut de la Franja. La invasió va començar l'endemà, el 27 d'octubre, amb els objectius de destruir Hamàs i recuperar els ostatges. Les forces israelianes van llançar nombroses campanyes durant la invasió, com una ofensiva a Rafah, tres batalles als voltants de Khan Yunis i un setge continuat de la ciutat de Gaza o del nord de Gaza. Les operacions militars israelianes s'han dut a terme en una zona extremadament poblada amb poca consideració vers la població civil. Esdeveniments destacats inclouen la massacre de la farina, la mort de la nena de cinc anys Hind Rajab i l'atac de Tel al-Sultan (també conegut com la massacre de les tendes).
Des de l'inici de la guerra, s'estima que com a mínim 1.706 israelians i 60.000 palestins han mort com a conseqüència directa dels atacs israelians, si bé no tots els cossos han estat identificats o recuperats. Segons els informes de Hamàs de març de 2025, després que milers de dones i nens que prèviament s'havien donat per morts fossin retirats de les llistes de víctimes, el 72% dels morts durant la guerra son homes en edat militar, i segons les FDI, uns 20.000 eren combatents palestins. Un estudi britànic del gener de 2025 que emprava mètodes estadístics utilitzats en els conflictes de Kosovo, Sudan, Guatemala i Colòmbia va estimar que unes 64.260 persones ja havien mort abans del 30 de gener de 2024.
El maig de 2024, les Organització de les Nacions Unides (ONU) estimaven que el nivell de destrucció era el més gran des de la Segona Guerra Mundial, i que la reconstrucció podria superar els 50.000 milions de dòlars. L'agència UNRWA xifra els refugiats interns a la Franja en 1,4 milions. Per part israeliana, 200.000 civils han estat desplaçats internament.
Un grup de relators especials de l'ONU, juntament amb grups de drets humans, han acusat tant Israel com Hamàs de cometre crims de guerra i d'atacar indiscriminadament la població civil. S'ha acusat Israel de cometre atrocitats, represàlies col·lectives, atacs contra la població civil, crims de guerra, crims contra la humanitat i genocidi. El 21 de novembre de 2024 el Tribunal Penal Internacional (TPI) va ordenar detenir per crims de guerra i contra la humanitat el primer ministre israelià Benjamin Netanyahu i el ministre de Defensa d'Israel, Yoav Gallant i Mohammed Deif, cervell dels atacs de Hamàs.

Hamàs va justificar l'atac atenent diversos motius, això és, l'ocupació sistemàtica israeliana de territoris palestins, l'expansió dels assentaments il·legals a Palestina, la violència continua dels colons israelians, la indiferència i violació per part d'Israel del dret internacional, el bloqueig imposat a la Franja de Gaza i la intenció de profanar la mesquita d'Al-Aqsa, així com les atrocitats israelianes comeses contra els palestins al llarg de dècades. El conflicte entre els grups militants de la Franja de Gaza i Israel es remunta al 2006. Hamàs va evitar deliberadament confrontacions amb Israel el 2022 i la major part del 2023, mentre es preparava en secret per a la seva ofensiva principal, que van anomenar «Operació Inundació d'Al-Aqsa».

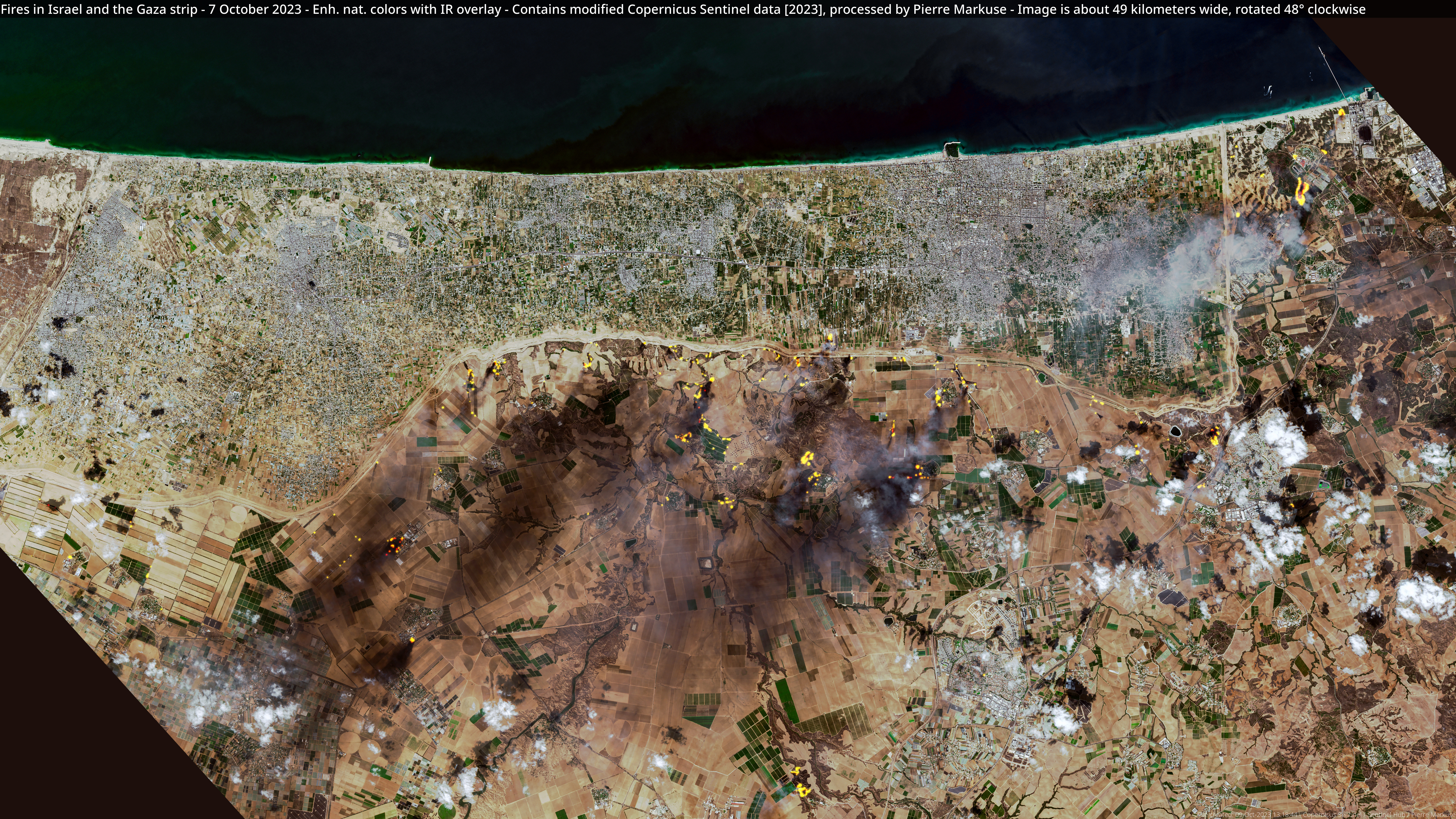
Imatge satèl·lit dels incendis a Israel i Gaza el dia 7 d'octubre de 2023.

## Noms de les operacions
Els grups milicians palestins van batejar el seu assalt «Operació Inundació d'Al-Aqsa» (àrab: عملية طوفان الأقصى, ʿAmaliyyat Ṭūfān al-Aqṣà), mentre Israel ha anunciat l'inici d'una contraofensiva anomenada «Operació Espases de Ferro» (hebreu: מבצע חרבות ברזל, Mivtsa Cherevot Barzel‎). L'inici de l'assalt palestí va coincidir intencionalment amb el 50è aniversari de l'esclat de la Guerra del Yom Kippur de 1973.

## Antecedents
Hamàs, establert el 1987 com a ram dels Germans Musulmans, opera principalment a la Franja de Gaza, on les Brigades Izz ad-Din al-Qassam, la seva ala militar, ha desenvolupat una xarxa de túnels que utilitza per a la guerra de guerrilles. L'organització produeix i adquirir coets improvisats, morters, explosius, MANPADs, centrant-se en la quantitat per sobre de la qualitat i movent-se pels túnels per evitar la detecció. Hamas disposa d'uns 30.000 combatents i entre 5.000 i 20.000 coets, segons les estimacions, entre ells els M-75, R-160 i J-80, que poden arribar a fins a 80 quilòmetres, i ha introduït recentment munició rondadora. Els combatents utilitzen principalment rifles d'assalt, metralladores i granades antics de fabricació xinesa i russa.
La Franja de Gaza i Israel han estat en conflicte des del Pla de retirada unilateral israeliana de la Franja de Gaza el 2005, especialment des que Hamàs va aconseguir el control de la Franja de Gaza després de les eleccions legislatives palestines de 2006 i de la guerra civil entre Hamàs i Fatah el 2007. La Franja de Gaza està sota un bloqueig israelià des del 2007.
L'atac palestí, ideat per Mohammed Deif, el cap militar de Hamàs, i Yahya Sinwar, el cap de Hamàs a Gaza, va tenir lloc durant la festa jueva de Simhat Torà i Sàbat i l'endemà del 50è aniversari de la guerra del Yom Kippur. Durant les tres setmanes precedents a l'atac, palestins i israelians s'havien enfrontat a les immediacions del mur entre Gaza i Israel; però Hamàs i Israel havien negociat una treva amb la mediació de Qatar, Egipte i l'Organització de les Nacions Unides (ONU), que s'havia aprovat el 29 de setembre. Durant aquests enfrontaments havien mort un mínim de 247 palestins, 32 israelians i 2 estrangers.
En el terreny diplomàtic, feia temps que Israel i l'Aràbia Saudita negociaven per a normalitzar les seves relacions i havien fet un bon progrés. De fet, poc abans de l'atac palestí, el príncep hereu saudita, Mohammed bin Salman, havia afirmat que la normalització de relacions entre els dos països era "per primera vegada, real". Posteriorment als fets, el Ministeri d'Afers Exteriors de l'Aràbia Saudita va dir en un comunicat que havia "advertit repetidament que la contínua ocupació de Gaza per part d'Israel impulsaria més violència".
El comandant de les Brigades Izz ad-Din al-Qassam, Mohammed Deif, va dir que l'atac era en resposta a la "profanació de la mesquita d'Al-Aqsa" i a la violència perpetrada per l'Exèrcit d'Israel els mesos anteriors a Jerusalem i va demanar a palestins i àrabs israelians que "expulsin els ocupants i demoleixin els murs". El líder de Hamàs, Saleh al-Arouri, va dir que l'operació era una resposta "als crims de l'ocupació" i va afegir que els combatents defensaven la mesquita d'Al-Aqsa i milers de presoners palestins detinguts per Israel. En aquest sentit, Addameer, una ONG de drets humans, comptabilitzava prop de 5.200 persones palestines empresonades a Israel, entre les quals, 33 dones, 170 menors i més de 1.200 persones en detenció administrativa.

## Cronologia

### Llançament de coets
Al voltant de les 06:30, hora local, del 7 d'octubre de 2023, Hamàs va anunciar l'inici del que va anomenar "Operació Inundació d'Al-Aqsa", afirmant que dispararia més de 5.000 coets des de la Franja de Gaza cap a Israel durant 20 minuts. Els mitjans israelians van informar que s'havien llançat almenys 2.200 projectils des de Gaza. Almenys cinc persones van morir pels atacs amb coets. Hi va haver constància d'explosions a la ciutat de Xaron, Guederà, Hertseliyya, Tel-Aviv i Ascaló. Les sirenes antiaèries també es van activar a Beerxeba, Jerusalem, Rehovot, Rixon le-Tsiyyon i a la base aèria de Palmahim. Hamàs va fer una crida a alçar-se en armes, amb el comandant militar superior Mohammad Deif demanant "als musulmans de tot arreu a atacar". Els milicians palestins també van obrir foc contra vaixells israelians a la franja de Gaza, mentre es produïen enfrontaments entre palestins i l'exèrcit d'Israel a la secció est de la tanca perimetral de Gaza. Al vespre, Hamàs va llançar un altre bombardeig d'uns 150 coets en direcció a Tel-Aviv.

### Incursions a Israel

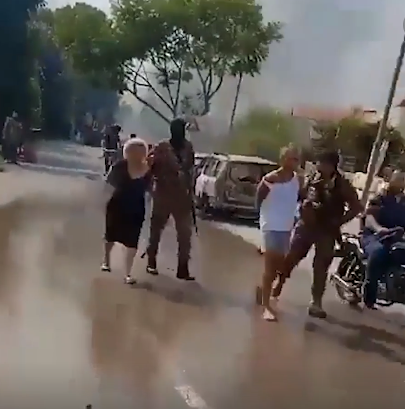
militants de Hamàs capturant civils el 7 d'octubre de 2023

Uns 1.000 milicians palestins, entre ells diversos treballadors de la UNRWA, es van infiltrar a Israel des de Gaza utilitzant camions, camionetes, motocicletes, excavadores, llanxes ràpides i parapents. Les imatges i els vídeos semblaven mostrar milicians fortament armats i emmascarats vestits de negre sobre camions i obrint foc a Sederot, matant a diversos civils i soldats israelians i fent presoners a civils israelians, així com milicians conduint vehicles militars israelians.
Milicians de Hamàs van assassinar centenars d'assistents a un festival de música a Re'im. El 8 d'octubre, més de 260 cossos van ser recuperats al lloc de la massacre per l'agència de rescat ZAKA. Altres assistents van ser ferits o presos com a ostatges. A més, almenys un civil va ser assassinat a Kfar Aviv, nou persones a Sederot, quatre persones van morir a Kuseife.
També es van veure escamots a Nir Oz, Be'eri i Netiv HaAsara, on es van prendre ostatges i incendiar cases, així com a alguns assentaments israelians al voltant de la Franja de Gaza.
Un portaveu militar israelià, Daniel Hagari, va declarar que milicians de Gaza havien entrat a Israel per almenys set llocs i havien envaït quatre petites «comunitats rurals» israelianes, la ciutat fronterera de Sederot i dues bases militars tant des de la terra com des del mar. Els mitjans israelians van informar que set comunitats estaven sota el control de Hamàs, incloent Nahal Oz, Kfar Aza, Magen i Sufa Beheri. Es va informar que la comissaria de policia de Sederot havia passat a estar sota el control de Hamàs, així com el pas d'Erez, permetent als milicians entrar a Israel des de Gaza. El comissari de la policia israeliana, Kobi Shabtai, va declarar que hi va arribar a haver fins a 21 llocs actius d'alta confrontació al sud d'Israel.
A Be'eri, els milicians de Hamàs van prendre com a ostatges fins a 50 persones. Durant un enfrontament entre milicians i les forces de les FDI, van circular vídeos per les xarxes socials de Be'eri on es mostrava els ostatges descalços. Aproximadament 18 hores després que comencessin els enfrontaments, les FDI van anunciar que havien alliberat els ostatges de Be'eri. A la ciutat d'Urim, un suburbi d'Ofaqim, dos israelians van ser rescatats per les FDI. Durant el rescat, quatre milicians de Hamàs van morir i tres soldats israelians van resultar ferits.
El 22 d'abril de 2024 el general de divisió Aharon Haliva, cap de la intel·ligència militar d'Israel, va dimitir per haver estat incapaç d'evitar l'atac inicial de Hamàs, convertint-se en el primer alt funcionari que n'assumeix la responsabilitat i deixa el càrrec.

### Resposta israeliana: Operació Espases de Ferro
Israel va activar el sistema de defensa aèria Cúpula de Ferro. El primer ministre Binyamín Netanyahu i el ministre de Defensa Yoav Gallant van realitzar avaluacions de seguretat a la seu de les Forces de Defensa d'Israel (FDI) a Tel-Aviv. Més tard, Gallant va declarar l'estat d'emergència a les àrees de fins a 80 quilòmetres de la frontera de Gaza i va aprovar la mobilització de desenes de milers de reservistes de l'exèrcit no només al llarg de la frontera de Gaza sinó també a Cisjordània i al llarg de les fronteres amb el Líban i Síria. Així mateix, es va demanar als residents de les zones al voltant de la Franja de Gaza que no sortissin a l'exterior, mentre que als civils del sud i el centre d'Israel se'ls "obligava a quedar-se al costat dels refugis". Les carreteres al voltant de la Franja de Gaza van ser tancades i es van tancar els carrers de Tel-Aviv.
Després de l'assalt, Israel va declarar un estat major de preparació per a un possible conflicte. Les FDI van informar que realitzarien accions dirigides a la Franja de Gaza sota el que va anomenar "Operació Espases de Ferro", es van anunciar el tancament de tota la regió del sud d'Israel al "moviment civil" i el desplegament de la unitat antiterrorista Yamam.
En una transmissió televisiva, el primer ministre Netanyahu va declarar: "Estem en guerra". També va dir que les FDI reforçarien els seus desplegaments fronterers per dissuadir altres de "cometre l'error d'unir-se a aquesta guerra". En un discurs posterior, va amenaçar amb "convertir Gaza en una illa deserta" i va instar els seus residents a "marxar ara".
Els aeroports del sud i centre d'Israel van ser tancats per a l'ús comercial i privat, mentre que l'aeroport Ben Gurion i l'aeroport d'Elat van continuar operatius. Diverses companyies aèries van cancel·lar els vols cap a i des d'Israel.
Durant la nit del 7 al 8 d'octubre, el Gabinet de Seguretat d'Israel va votar a favor d'emprendre una sèrie d'accions per provocar la "destrucció de les capacitats militars i governamentals de Hamàs i el Gihad Islàmic palestí", segons un comunicat de l'Oficina del Primer Ministre. La Corporació Elèctrica d'Israel, que subministra fins al 80% de l'electricitat de la Franja de Gaza, va tallar l'electricitat a la zona. Com a resultat, el subministrament elèctric de Gaza es va reduir de 120 MW a només 20 MW, la qual cosa la va obligar a dependre de centrals elèctriques pagades per l'Autoritat Palestina.

### Atacs aeris a la Franja de Gaza
Les Forces de Defensa d'Israel (FDI) van dir que van atacar objectius a Gaza amb avions de caça, segons els informes, van colpejar 17 complexos militars de Hamàs i quatre centres de comandament operacionals. Entre els llocs afectats hi havia la Torre Palestina d'11 pisos al centre de la ciutat de Gaza que albergava les emissores de ràdio de Hamàs al terrat. Israel també va colpejar dos hospitals, matant un conductor d'ambulància i una infermera.
Durant la nit del 7 al 8 d'octubre, Israel va colpejar fins a 426 objectius a la Franja de Gaza. La ciutat de Bait Hanun va ser arrasada pels atacs aeris, i la mesquita d'Al-Amin Muhammad va ser destruïda. Els objectius també incloïen diversos blocs d'habitatges, túnels, cases dels funcionaris de Hamàs i la Torre Watan, que servia com a centre per als proveïdors d'Internet a la zona. Un atac aeri israelià va matar 19 membres de la mateixa família (incloent les criatures), els supervivents de l'atac aeri van dir que no hi havia milicians a la seva zona ni van ser advertits.
Segons els informes, les FDI van bombardejar durant la nit de diumenge a dilluns 500 objectius a la Franja de Gaza, inclòs el camp de refugiats de Jabalia, densament poblat, i van causar "dotzenes" de víctimes, inclosos nens. Les FDI van declarar que van establir el control total sobre les ciutats israelianes al voltant de la tanca perimetral de Gaza. Tanmateix, les operacions contra milicians van continuar a Sederot.

### Recuperació de posicions
El Gabinet de Seguretat d'Israel va anunciar formalment l'estat de guerra per primera vegada des de la guerra de Yom Kippur de 1973. Amb tot, les Forces de Defensa d'Israel (FDI) van anunciar que 22 zones havien estat recuperades, però que continuaven els combats en vuit llocs, inclosos Sederot i Kfar Aza. Netanyahu va nomenar l'antic general de brigada Gal Hirsch responsable del govern sobre ciutadans desapareguts i segrestats. Les FDI van cridar a files 300.000 reservistes i va anunciar l'objectiu d'eliminar les capacitats militars de Hamàs i enderrocar el seu domini sobre la Franja de Gaza.
A primera hora del 10 d'octubre, Israel va assegurar haver recuperat els assentaments ocupats anteriorment per Hamàs, alhora que esmentava que havia trobat uns 1.500 cadàvers de milicians de Hamàs.
El 12 d'octubre el Partit de la Unitat Nacional va anunciar que formaria un gabinet de guerra amb el Likkud. Cinc membres de la coalició (Benny Gantz, Gadi Eizenkot, Gideon Sa'ar, Hili Tropper i Jifat Xaixa-Biton) van entrar al govern de Binyamín Netanyahu com a ministres sense cartera.

### Setge de la Franja de Gaza
El ministre de Defensa, Yoav Gallant, va anunciar un bloqueig "total" de la Franja de Gaza que tallaria l'electricitat, bloquejaria l'entrada d'aliments i combustible i va afegir que "lluitaven amb animals humans i estaven actuant en conseqüència". Human Rights Watch va qualificar l'ordre de "repugnant" i va demanar al Tribunal Penal Internacional que prengués "nota d'aquesta crida a cometre un crim de guerra". Per la seva banda, l'ONG de drets humans amb seu a Ginebra Euro-Med Human Rights Monitor, va acusar Israel de fer matances indiscriminades contra civils a la ciutat de Gaza. Les Forces de Defensa d'Israel (FDI) van dir que 15 comunitats al voltant de la Franja de Gaza havien estat evacuades.
El 13 d'octubre, la contra ofensiva israeliana va entrar en un nou escenari amb l'anunci d'un setge total sobre la Franja de Gaza amb el tall del subministrament d'aliments, aigua, electricitat i combustible deixant com a única via de entrada i sortida seria el pas fronterer de Rafah amb Egipte. La resposta israeliana es va materialitzar en l'Operació Espases de Ferro contra Hamàs a la franja de Gaza, que es va estendre per lluitar contra els seus aliats Hezbol·là, Iran i els huthis en tot l'orient mitjà, causant milers de víctimes i deteriorant seriosament Hamàs i Hezbol·là.
A primera hora del dia 13 d'octubre, les FDI van emetre advertències d'evacuació per a les poblacions del nord del Gaza, on hi vivien 1,2 milions de persones, a abandonar la zona en un termini de 24 hores en el que semblava que seria una ofensiva a gran escala per via terrestre. Aquests terminis després de les pressions internacionals van ampliar-se durant els següents dies per la impossibilitat d'una evacuació tant massiva en tant poc temps. Poc després es van emetre les ordres d'evacuació al personal de les instal·lacions de l'ONU, entre elles Agència de les Nacions Unides per als Refugiats de Palestina al Pròxim Orient (UNRWA), amb instruccions per traslladar-se a Rafah. L'Autoritat de Hamàs per als Afers dels Refugiats va respondre demanant als residents al nord de Gaza que es "mantinguessin ferms a les vostres cases i que es mantinguessin ferms davant d'aquesta repugnant guerra psicològica lliurada per l'ocupació". Durant les 24 hores anteriors, Israel havia fet incursions localitzades per localitzar-hi milicians i persones segrestades per Hamàs.

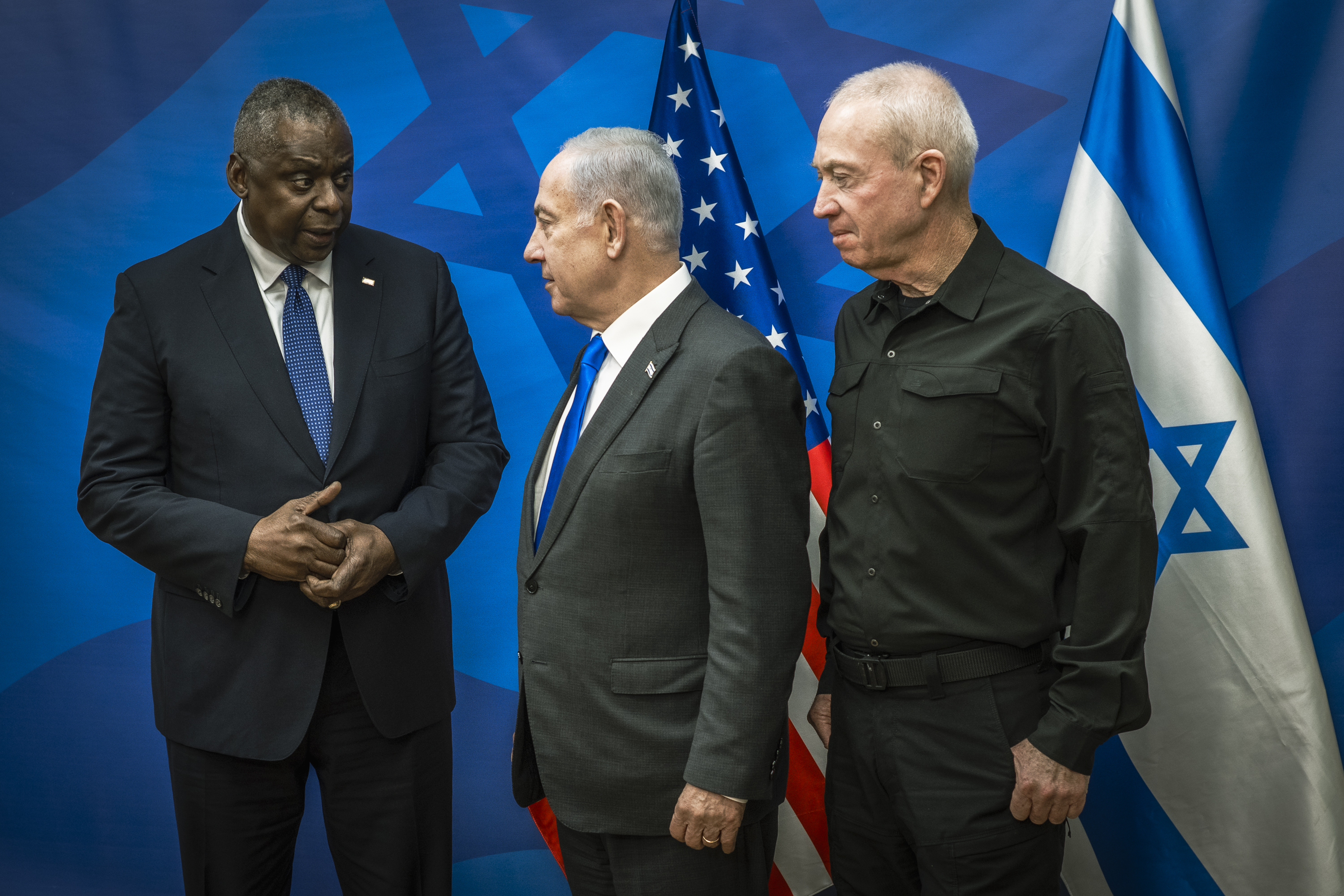
Lloyd Austin, Benjamin Netanyahu i Yoav Gallant a Tel-Aviv el 13 d'octubre de 2023

El secretari de Defensa dels Estats Units Lloyd Austin va desplaçar-se a Israel per reunir-se en persona amb el primer ministre israelià Benjamin Netanyahu i el ministre de Defensa Yoav Gallant a Tel-Aviv el 13 d'octubre i subratllar el suport dels Estats Units al poble d'Israel i el compromís per garantir que Israel disposaria del necessari per defensar-se.
L'ONU va confirmar que el 21 i el 22 d'octubre dos combois amb ajuda humanitària (medicaments, subministraments mèdics, aliment i aigua), de 20 i 14 camions respectivament, havien entrat a Gaza a través pas fronterer de Rafah al sud de la Franja amb el permís d'Israel i d'Egipte.

### Bombardeig a l'hospital Al-Ahli
El dia 17 d'octubre, almenys 500 persones van morir a causa del llançament d'un artefacte aeri a l'hospital àrab Al-Ahli, al centre de la ciutat de Gaza. L'explosió es va produir en un pàrquing proper a l'edifici de l'hospital que, tot i que havia patit alguns danys, com el trencament de vidres, no tenia cap altre afectació que no tinguessin altres edificis del voltant. Al lloc de l'explosió s'hi observen mitja dotzena de cotxes cremats, un d'ells totalment destruït, i un petit cràter d'uns 30 centímetres al terra. La responsabilitat de l'explosió es va discutir molt, i les notícies falses i les acusacions van anar en totes direccions.
Les Forces de Defensa d'Israel (FDI) van afirmar que l'explosió era el resultat d'un llançament fallit de coets per part del Gihad Islàmic palestí (PIJ) i van publicar imatges d'un coet que semblava canviar de rumb i s'apagava, seguit d'una explosió a la ciutat de sota, juntament amb una suposada conversa telefònica interceptada entre militants de Hamàs reconeixent que l'explosió va ser causada per un coet PIJ. Un portaveu del PIJ va negar qualsevol implicació. El 18 d'octubre, el president estatunidenc Joe Biden va declarar que el Pentàgon havia conclòs de manera independent que l'explosió no va ser causada per Israel. Les investigacions posteriors van confirmar que la trajectòria i la velocitat d'una salva de coets palestins són compatibles amb l'explosió de l'hospital.

### Bloqueig de l'ajuda humanitària
Els bombardejos a les zones nord de la Franja de Gaza van forçar el desplaçament d'entre un milió i 1,4 milions de persones a àrees més al sud. Aquests intensos bombardejos també es van realitzar fins a tres vegades a l'únic pas fronterer que hi havia habilitat per l'entrada d'ajuda humanitària entre la Franja i Egipte, segons l'Oficina de l'ONU per a la Coordinació d'Assumptes Humanitaris (OCHA). Així doncs, el setge que patia la frontera amb Israel i la frontera amb Egipte tancada, van comportar l'aïllament quasi total de la franja amb necessitats d'ajuda estrangera per medicines, menjar i combustible. Jordània i Turquia i organitzacions com la Mitja Lluna Roja i l'Organització Mundial de la Salut (OMS) havien enviat aquesta ajuda, però la frontera va restar tancada durant dies fins a arribar a un acord amb l'Exèrcit d'Israel perquè no bombardegés el pas mentre entrés l'ajuda.

### Ofensiva terrestre

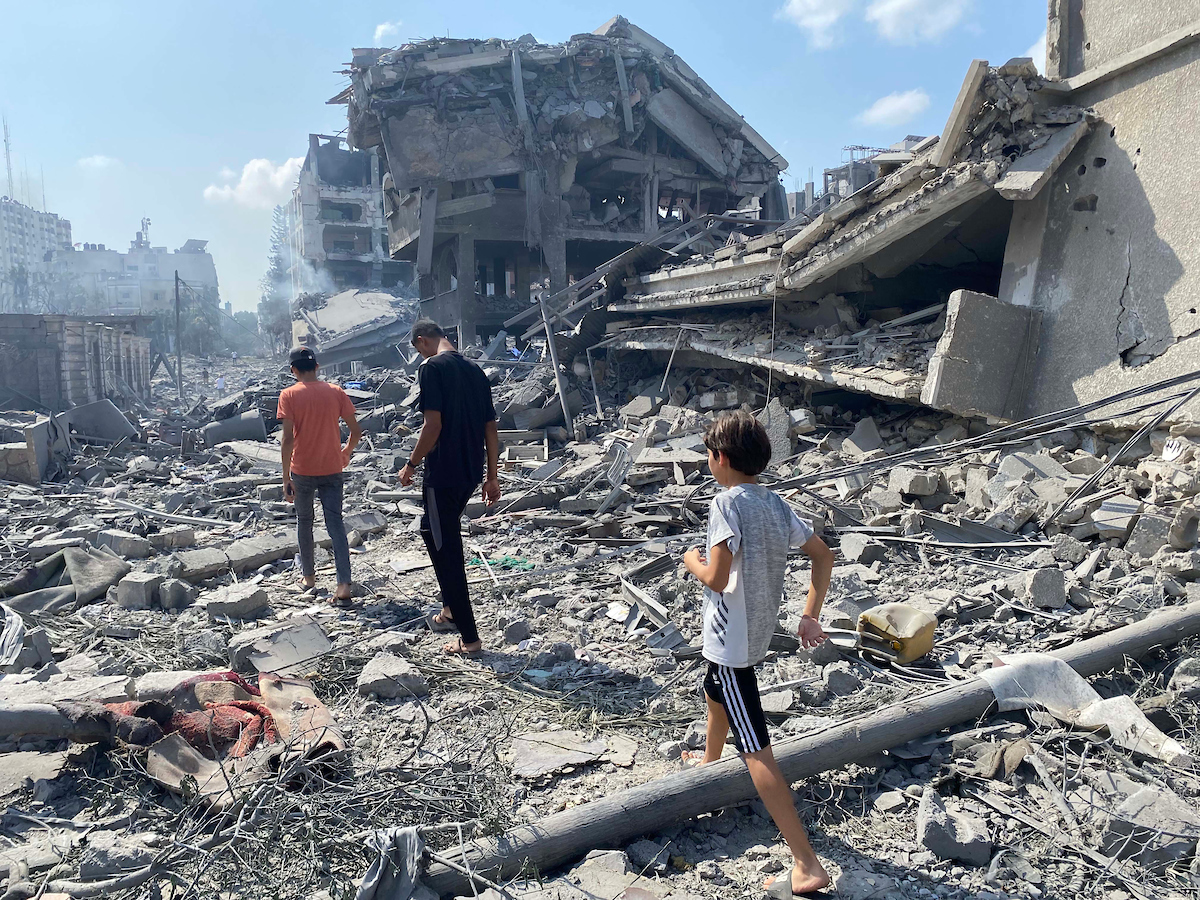
Destrucció a la Franja de Gaza durant l'ofensiva terrestre

El 27 d'octubre, els serveis d'Internet i de telefonia mòbil a Gaza es van tallar gairebé completament quan Israel va intensificar la seva campanya de bombardejos. Després d'això, les Forces de Defensa d'Israel (FDI) van llançar una incursió terrestre a gran escala a la Franja de Gaza. Es van informar d'enfrontaments entre Hamàs i les FDI prop de les ciutats de Beit Hanoun i Bureij.
El 29 d'octubre, Tedros Adhanom Ghebreyesus, el cap de l'Organització Mundial de la Salut, va descriure com a "profundament preocupants" els informes de la Mitja Lluna Roja Palestina que l'hospital al-Quds havia rebut un avís d'evacuació urgent juntament amb un avís que "anava a ser bombardejat". Va reiterar que era "impossible evacuar hospitals plens de pacients sense posar en perill les seves vides". Els atacs aeris israelians van apuntar a l'àrea al voltant de l'hospital, omplint parts de l'edifici de fum i pols. Es calcula que uns 14.000 civils estaven refugiats dins o prop de l'hospital. Associated Press va informar que els atacs aeris israelians també van destruir les carreteres que conduïen a l'hospital d'Al-Shifa, fent més difícil l'arribada.
El president Biden va trucar al Primer ministre d'Israel Netanyahu demanant que tinguessin precaució a l'hora de distingir entre civils i militants de Hamàs, així com l'expressa necessitat d'aturar la violència dels colons jueus extremistes a Cisjordània. Un fiscal del Tribunal Penal Internacional que va visitar el pas de Rafah va anunciar que el tribunal tenia "investigacions actives en curs en relació amb els crims suposadament comesos a Israel" el 7 d'octubre, així com a Gaza i Cisjordània des del 2014.
El «Fòrum dels Ostatges i les famílies desaparegudes», un grup israelià que representa les famílies dels presos com a ostatges a Gaza, va dir que donava suport a l'alliberament general de tots els presoners palestins a canvi del retorn de tots els ostatges israelians detinguts a Gaza.[ El líder de Hamàs a la Franja de Gaza, Yahya Sinwar, va dir que el grup estava disposat a alliberar tots els ostatges israelians a canvi de l'alliberament de tots els presoners palestins. El portaveu de les FDI va descartar l'informe com a "terror psicològic utilitzat cínicament per Hamàs per crear pressió".
El 31 d'octubre, les FDI van bombardejar el densament poblat camp de refugiats de Jabalia, matant almenys 50 palestins i ferint-ne almenys 150; segons Israel, un alt comandant de Hamàs i desenes de militants estaven entre els morts. Hamàs va negar la presència d'un comandant superior. Els testimonis oculars entrevistats per Cable News Network (CNN) i Der Spiegel van parlar d'escenes "apocalíptiques", amb desenes d'edificis esfondrats, nens que porten altres nens ferits i cossos estirats entre les runes. El director quirúrgic de l'hospital indonesi proper va dir que havien rebut 120 cadàvers i tractat 280 ferits, la majoria dones i nens.

### Setge de Gaza de 2023
El 2 de novembre, les Forces de Defensa d'Israel (FDI) van acabar de rodejar completament la ciutat de Gaza, i va començar un setge. Les Forces de Defensa d'Israel van atacar l'Hospital Al-Shifa, on van trobar armes i un complex de túnels usat per Hamas, i durant el setge israelià l'hospital es va quedar sense combustible, llits i subministraments mèdics, va quedar desbordat i incapacitat per donar tractament adient a ferits i moribunds. Al gener, les FDI van descobrir una infraestructura de tunels sota el 'Blue Beach Hotel', al nord de la ciutat.

### Atac a Jabalia
Els combats pel control de Jabalia, un dels centres de comandament de Hamàs defensat per les brigades Al-Quds van començar el 8 de novembre, i la ciutat va quedar encerclada la nit del 20 al 21 de novembre, i el 19 de desembre les Forces de Defensa d'Israel (FDI) van afirmar que havien "desmantellat" completament els tres batallons de Hamàs que operaven a Jabalia amb la rendició d'uns 500 combatents de Hamàs i de Gihad Islàmic palestí, i la localització d'una xarxa de túnels subterranis, un complex d'entrenament i un magatzem d'armes.

### Primera treva
Es va establir una treva entre el 24 de novembre i l'1 de desembre de 2023, durant la qual Hamàs va alliberar 105 dones i nens ostatges ostatges i Israel va alliberar 210 dones i nens empresonats per delictes relacionats amb la seguretat.

### Combats a Khan Yunis, Beit Hanoun i mediació d'Egipte

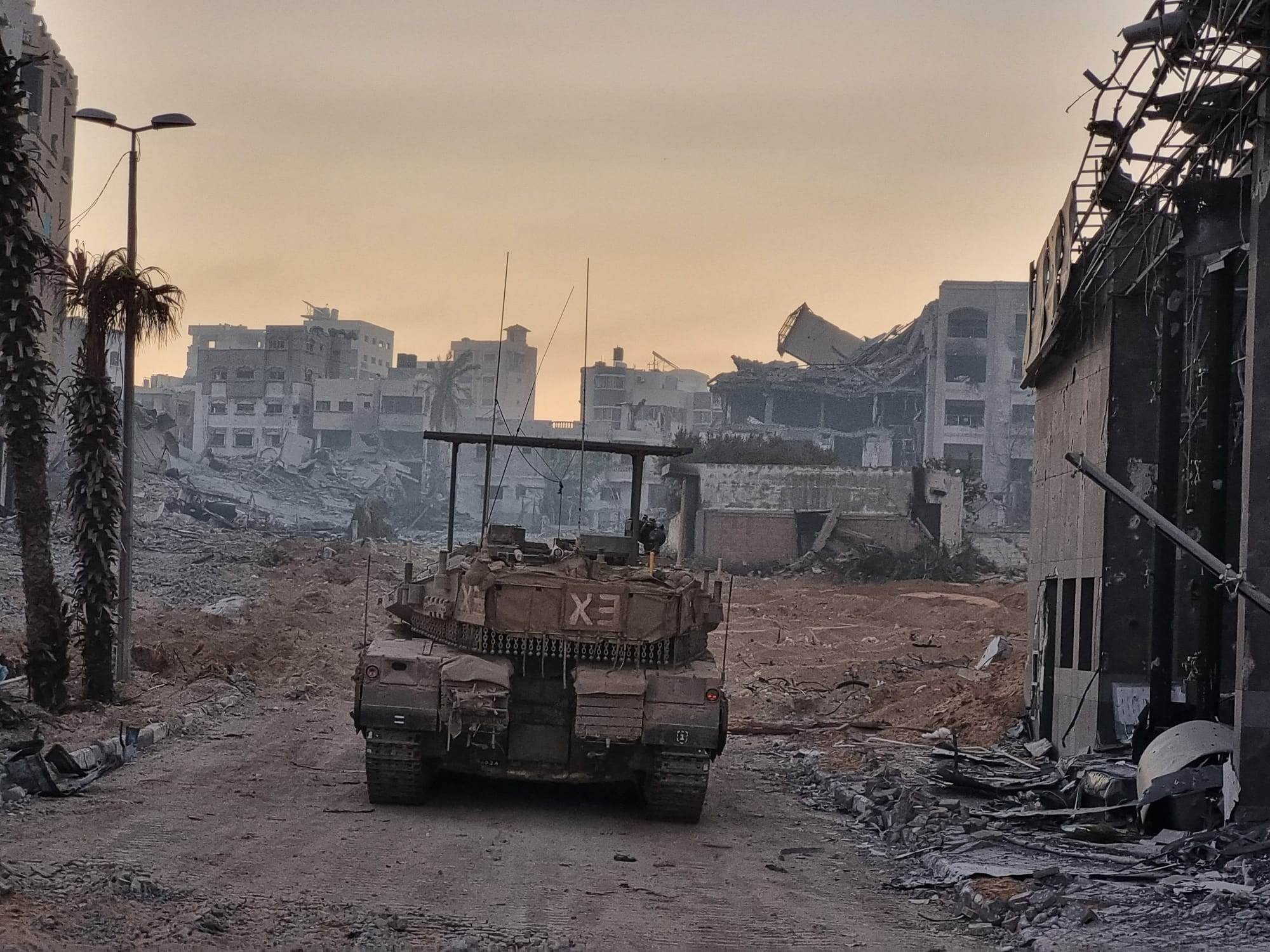
Tanc Merkava Mark IV del Batalló 7421 en combat a Khan Yunis, 26 de febrer de 2024

Els combats pel control de Khan Yunis al sud-oest de la Franja de Gaza van començar amb bombardeigs aeris que es van iniciar l'1 de desembre i van durar mentre el dia 3 van iniciar-se les operacions terrestres i van durar fins que el 23 de gener la ciutat va quedar completament encerclada. A principis de febrer s'havien destruït els batallons palestins sense ocupar el territori, el 15 de febrer l'Hospital Nasser fou atacat i va deixar de funcionar el març, en abril encara hi havia combats al barri d'Al-Amal, Bona part de Khan Younis va quedar en ruïnes després de mesos de bombardejos i intensos combats, que van acabar amb la retirada de l'exèrcit israelià el 7 d'abril de 2024.
Al desembre, noves negociacions amb la mediació d'Egipte van donar lloc a propostes d'un pla de múltiples fases que suposaria l'alliberament d'ostatges, la retirada de les forces israelianes de Gaza i la creació d'un govern palestí tecnocràtic. Hamàs i Jihad Islàmica Palestina van rebutjar una oferta d'alto el foc permanent si Hamàs i Jihad Islàmica Palestina renunciaven al control sobre Gaza i la celebració d'eleccions democràtiques.
El 18 de desembre de 2023 les Forces de Defensa d'Israel (FDI) van aconseguir el control total de Beit Hanoun amb la derrota del batalló de Hamàs que hi operava. Malgrat això, els enfrontaments van continuar a la ciutat abans que les forces israelianes se'n retiressin sis dies després. El líder adjunt de Hamàs, Saleh al-Arouri, que estava al Líban fent de connexió entre el seu grup i Hezbol·lah, i dos comandants més de les brigades Izz ad-Din al-Qassam van morir en un atac amb dron a Beirut.
El 8 de gener de 2024 les FDI van localitzar al Camp de Bureij la fàbrica d'armes més gran trobada fins al moment Gaza, amb tallers subterranis per produir míssils de llarg abast capaços d'arribar al nord d'Israel.

### Combats de març i abril
En març de 2024 una nova operació de les Forces de Defensa d'Israel (FDI) als túnels, centres de comandament i magatzems d'armes a les instal·lacions de l'Hospital Al-Shifa, va acabar amb la retirada israeliana després de dues setmanes de setge i la mort d'uns 200 militants de Hamàs i la captura d'uns altres 500. El 26 de març l'exèrcit israelià va matar Marwan Issa, comandant adjunt militar de Hamàs, el líder de rang més alt del grup en ser abatut des de l'inici de la guerra, i el 28 de març en una operació de comandos les FDI van matar el comandant Raad Thabet.
El 7 d'abril les forces israelianes es van retirar de les parts occidentals de Khan Yunis, deixant la Brigada Nahal com l'única brigada israeliana estacionada a la Franja de Gaza, encarregada d'assegurar el Corredor de Netzarim, que travessa Gaza des de la zona de Be'eri al sud d'Israel fins a la costa de la Franja. Abans de la retirada, es van exhumar les fosses comunes per verificar amb proves d'ADN si algun dels cadàvers corresponia a algun hostatge.
El 19 d'abril l'exèrcit israelià va atacar a Cisjordània el camp de Nur Shams a Tulkarem, Beit Furik, a l'est de Nablus, i Beit Rima, al nord-oest de Ramallah. El 21 d'abril Israel va renovar els atacs a l'hospital Al-Shifa per la sospita que s'hi refugien comandants de Hamàs.

### Proposta fallida de treva
A finals d'abril, Israel va fer una proposta de treva a Hamàs amb alliberament de segrestats israelians i presoners palestins, que Ismail Haniyeh, el cap de Hamàs, va estudiar amb mediadors egipcis i qatarians, tanmateix el 30 d'abril Benjamin Netanyahu va manifestar que Israel farà una ofensiva a Rafah per eliminar els batallons de Hamàs i les seves infraestructures, amb o sense treva per alliberar els ostatges que queden, i aconseguir la victòria total, rebutjant la petició de Hamàs, consistent en la retirada total de les forces israelianes de la franja de Gaza, i posar fi a la guerra mantenint a Hamàs al poder.

### Ofensives de maig i juny
El 6 de maig, les Forces de Defensa d'Israel (FDI) van demanar l'evacuació dels civils de Rafah en direcció a Khan Yunis, i a la tarda va bombardejar objectius de Hamàs a l'est de Rafah i va prendre el control del pas fronterer. Els Estats Units van amenaçar Israel amb l'aturada dels enviaments d'armes en el cas d'una incursió a gran escala a Rafah i va endarrerir una tramesa d'armament. Més de 450,000 palestins han marxat de Rafah en una setmana mentre els tancs penetraven en el territori, i 600.000 a mitjans de mes. Les FDI van poder recuperar els cossos de quatre ostatges en túnels a Gaza el 17 i 18 de maig, quedant unes 125 persones en mans de Hamàs.
L'11 de maig els tancs israelians van començar una nova ofensiva a Al-Zaytoun i el camp de Jabalia, on vivien més de 100.000 desplaçats i Hamàs s'havia reagrupat després del desmantellament dels batallons locals, convertint les infraestructures civils en un complex fortificat. Els palestins atacaren les tropes israelianes en emboscades amb armes petites i amb coets i artefactes explosius, i després de tres setmanes dels combats més intensos entre les forces israelianes i els combatents palestins de la guerra el 30 de maig de 2024 les tropes israelianes es van retirar de Jabalia i Hamàs va continuar mantenint-ne el control després que les FDI van destruir més de 10 quilòmetres de túnels, recuperar els cossos de set ostatges i matar diversos comandants palestins.
El 26 de maig les brigades Izz ad-Din al-Qassam van llançar vuit coets al centre d'Israel dels quals tres van ser abatuts pel sistema antimíssils cúpula de Ferro, marcant l'atac més significatiu fora de la Franja de Gaza en quatre mesos i la resta causant danys i ferides lleus.
A principis de juny les FDI van rescatar amb vida a quatre ostatges en dos llocs diferents al Camp de Nuseirat, en una operació que va incloure un intens atac aeri, marítim i terrestre provocant la mort d'almenys 274 palestins.

### Ofensiva de Rafah
A principis de maig, quan les negociacions per un alto el foc es van estancar, Israel es va preparar per a una operació militar. Les Forces de Defensa d'Israel planejaven inicialment llançar un atac amb dues divisions a la ciutat, però el president dels Estats Units Joe Biden forçar a reduir l'operació a la captura de la frontera per tancar el contraban d'armes a Gaza i realitzar en incursions dirigides a Rafah. Després del rebuig, Israel va dur a terme atacs aeris sobre Rafah, va arribar als límits de la ciutat i es va apoderar del pas fronterer de Rafah, tancant-lo el 7 de maig i va ordenar l'evacuació de l'est de Rafah l'11 de maig.
Les FDI van entrar a les zones poblades de Rafah el 14 de maig entrant en combat amb els militants de Hamàs, declarant que l'operació no s'aturaria tret que Hamas fos eliminat o els ostatges fossin alliberats. Les Forces Populars, un grup d'antics policies de l'Autoritat Nacional Palestina liderats per Yasser abu Shabab van lluitar contra Hamàs a Rafah. El 17 de maig, Israel afirmava que havia descobert nombrosos túnels utilitzats per Hamàs a Rafah en els què es va localitzar una gran quantitat d'armes, incloent míssils de curt abast i antitanc, AK-47, explosius i granades, inclosos 20 túnels que creuaven a Egipte, i va prendre el control del Corredor de Philadelphi, immediat a la frontera. Els ministres d'Afers Exteriors de 13 països occidentals van signar una carta conjunta a Israel instant-lo a suspendre una ofensiva a gran escala de Rafah. En un atac aeri al campament d'Al Shati el 22 de juny, les FDI van matar al comandant Raad Saad, cap d'operacions de Hamas.
Les forces israelianes es van retirar de parts de la ciutat de Gaza el 12 de juliol després d'una ofensiva que va durar una setmana amb forta resistència de Hamàs, en la que va morir Ayman Shweidah, el comandant adjunt del batalló Shejaiya de Hamàs en una instal·lació de l'UNRWA utilitzada com a centre de comandament. També es va destruir un taller de producció d'armes i un lloc de llançaments de coets a Beit Hanoun i havien continuat els assalts a Rafah, al sud de Gaza.
El 13 de juliol, Mohammed Deif, el cap militar de Hamàs que va organitzar l'atac de Hamàs a Israel de 2023 i Rafa Salama, el comandant de la brigada de Khan Yunis van ser l'objectiu d'un atac israelià mentre s'amagaven entre civils al barri d'al-Mawasi, al sud de la Franja de Gaza. En l'atac, Deif, Salama i almenys altres 90 palestins van morir. L'11 d'agost va morir en un atac aeri Walid al Susi, el cap de l'aparell de seguretat de Hamàs per al sud de Gaza.
El 20 d'agost es van recuperar en els túnels sota Khan Yunis els cossos de sis ostatges morts, executats d'un tret al cap, però sense signes de tortura o inanició. El 10 de setembre es va informar que Mahmoud Hamdan, comandant del batalló de Tel Sultan, va morir dies abans en un atac amb drons.

### Proposta de pau dels Estats Units
El 31 de maig, el president dels Estats Units, Joe Biden, va presentar una proposta de pau en tres parts, que començaria amb un alto el foc de sis setmanes en què les Forces de Defensa d'Israel (FDI) es retirarien de les zones poblades de Gaza i hi hauria un augment de l'ajuda humanitària i intercanvi d'ostatges per presos palestins. La segona fase implicaria el retorn dels restants ostatges vius inclosos els homes soldats, i l'alto el foc esdevindria llavors el cessament permanent de les hostilitats. La tercera fase implicaria el retorn de les restes dels ostatges israelians morts i un pla de reconstrucció important amb ajuda dels Estats Units i internacionals per reconstruir cases, escoles i hospitals. Hamàs va acollir positivament la proposta però Israel el primer ministre Benjamin Netanyahu va declarar que continuaria la guerra fins a la destrucció de les capacitats militars i de govern de Hamàs.
Els partits de l'ala dreta del govern de Binyamín Netanyahu va pressionar al Primer Ministre, Itamar Ben-Gvir, el ministre de seguretat nacional i Bezalel Smotrich, el ministre de Finances, van acusar-lo d'intentar blanquejar l'acord de pau i va amenaçar de deixar el govern si Israel aprovava un acord que no impliqués la destrucció total de Hamàs com a força militar i política, argumentant que l'única opció era augmentar la pressió militar sobre Hamàs.

### Dissolució del gabinet de guerra
En un context d'inestabilitat, pressions i apogeu de les mobilitzacions socials, el 17 de juny de 2024 Binyamín Netanyahu va dissoldre el gabinet de guerra després de les pressions ultres dins del Govern i la dimissió del ministre de guerra, Benny Gantz.

### Segona batalla de Khan Yunis
La segona batalla de Khan Yunis va començar el 22 de juliol de 2024 com a part de la guerra entre Israel i Hamàs. Els tancs israelians van avançar i van atacar diverses ciutats petites a la part oriental de Khan Yunis amb suport aeri. Les Forces de Defensa d'Israel (FDI) van recuperar els cossos de 5 israelians, 2 civils i 3 soldats assassinats durant els atacs del 7 d'octubre que Hamàs va portar a la Franja de Gaza. En els combats van morir més de 150 combatents islamistes i es van desmantellar túnels i instal·lacions d'emmagatzematge d'armes, i va acabar el 30 de juliol amb la retirada israeliana.

### Després dels combats intensos
El 18 de juliol de 2024 la Knesset d'Israel va votar rebutjar l'estat palestí perquè la creació d'un estat palestí suposaria un perill existencial per a Israel. Després dels combats intensos es preveu que dues divisions de les Forces de Defensa d'Israel (FDI) romanguin a la franja de Gaza en la tercera fase del pla de guerra israelià, una al Corredor de Netzarim que divideix la meitat nord i sud de la franja i l'altra al Corredor de Philadelphi en la frontera entre Gaza i Egipte, per tallar la xarxa de túnels i les rutes de contraban a la zona. Les tropes atacaran objectius de Hamàs i el Gihad Islàmic palestí a Gaza, com ja es fa a Cisjordània. S'espera que la zona d'amortiment entre la tanca de separació i Israel pròpiament dita s'ampliï a 1 km de profunditat a tot el territori.

### Mort del líder de Hamàs a Teheran
Ismail Haniyeh va morir el 31 de juliol de 2024 a Teheran per un atac aeri israelià i Yahya Sinwar fou escollit per succeïr-lo.

### Tercera batalla de Khan Yunis
En agost de 2024 es considerava que vuit dels vint-i-quatre batallons de Hamàs encara podien combatre i de dur a terme missions contra les Forces de Defensa d'Israel (FDI), uns altres tretze batallons estaven degradats i parcialment operatius, i només tres són totalment ineficaços en el combat. Set dels batallons s'havien pogut reconstituir almenys una vegada després de ser destruïts al principi de la guerra fusionant unitats severament degradades en forces noves i eficaces en el combat, o reclutant nous combatents.
La tercera operació terrestre separada a Khan Yunis per part d'Israel contra Hamàs va començar el 9 d'agost de 2024 després del primer setge i una breu segona batalla a la ciutat, després que els oficials militars i d'intel·ligència israelians i nord-americans van creure que Yahya Sinwar, el líder de Hamàs s'amagava a la ciutat i estava acumulant infraestructura a la zona. A partir d'aquesta informació, les FDI van començar els plans per iniciar noves operacions a la governació de Khan Yunis per apuntar als "centres de comandament i control" de Hamàs. El 30 d'agost, Israel va anunciar la seva retirada havent matant més de 250 militants i destruint molts llocs militants.

### Negociacions de Doha
El 15 d'agost de 2024 va començar a Doha una nova ronda de converses per aconseguir un alto el foc i l'alliberament dels ostatges a Gaza, amb la mediació del director de la CIA William Burns i l'enviat especial Brett McGurk, el primer ministre de Qatar i el director dels serveis secrets egipcis. La delegació israeliana estava formada pels màxims responsables del Mossad i el Shin Bet, i Hamas, oficialment no hi envià ningú. El 9 de novembre de 2024 Qatar va suspendre la mediació per manca d'avenços.

### Mort dels líders de Hamàs al Líban
El líder de Hamàs al Líban, Fathi al-Sharif, que treballava per UNRWA va morir en un atac aeri israelià a Tir el 30 de setembre. El 3 d'octubre de 2024 les FDI van abatre en atacs aeris a prop de Trípoli a Saeed Attallah Ali, comandant del braç armat de Hamàs, i a la vall de la Bekaa a Mohammed Hussein al-Lawis, l'autoritat executiva de Hamas al Líban.

### Mort de Yahya Sinwar, el líder de Hamàs a Gaza
Yahya Sinwar, el cervell de l'Operació Inundació d'Al-Aqsa que el 7 d'octubre de 2023 es va saldar amb uns 1.200 morts i 250 segrestats en terres israelianes que va desencadenar la Guerra entre Israel i Hamàs, que dirigia Hamas a Gaza des de 2017 i va agafar les regnes del conjunt de l'organització substituint Ismail Haniyeh quan va morir el 31 de juliol en un atac a Teheran atribuït a Israel, va morir en combat amb les Forces de Defensa d'Israel (FDI) el 17 d'octubre a Tel al-Sultan i el seu germà Muhammed Sinwar es va convertir en el cap militar a Gaza. Khaled Mashal fou escollit nou líder de l'organització en octubre de 2024.
A finals d'octubre de 2024 Fatah i Hamàs es van reunir a Egipte per formar un comitè per gestionar la Franja de Gaza després de la guerra.

### Setge del nord de Gaza
El setge del nord de Gaza va començar el 5 d'octubre de 2024 quan les Forces de Defensa d'Israel (FDI) van tornar a envair Jabalia i el seu camp de refugiats per primera vegada des de la batalla de Jabalia de maig de 2024.
El 10 d'octubre, Hamàs va organitzar una emboscada que va atacar una companyia d'infanteria mecanitzada de 12 vehicles de les FDI a l'est del camp de Jabalia causant la mort de tres soldats israelians. El 20 d'octubre, Ehsan Daxa, un coronel de l'exèrcit israelià que era el comandant de la 401a Brigada de les FDI a Jabalia, va morir en combat, i es considera que és l'oficial israelià de més alt rang mort en combat des de l'inici de la guerra entre Israel i Hamàs. Durant els combats a Jabalia es va descobrir un dispòsit d'armes de Hamàs a una clínica de la UNRWA.
El 25 d'octubre les FDI van iniciar un nou atac a l'hospital Kamal Adwan a Beit Lahia, on el dia 28 van capturar 100 militants de Hamàs i es van retirar de l'hospital. El 28 de desembre en una nova incursió militar israeliana a l'hospital Kamal Adwan van morir 19 militants islamistes i uns altres 240 foren capturats, entre ells al menys 15 participants en l'atac del 7 d'octubre de 2023, i el director de l'hospital, Hussam Abu Safiya, fou arrestat.
El 2 de novembre es va revelar la destrucció d'un complexe subterrani de fabricació d'armes de Hamàs a Zeitoun i un altre el gener de 2025.
L'exèrcit israelià va enderrocar a principis de gener de 2025 un complex residencial prop de Bait Hanun utilitzat com a amagatall i centre de comandament de Hamàs, amb vistes a la línia ferroviària a Sderot que no opera des del 7 d'octubre de 2023, posicions de tir antitancs, trampes explosives, túnels i llança-coets dirigits a Israel.

### Alto-el-foc
L'emir de Qatar, Tamim bin Hamad Al Thani va anunciar el 15 de gener de 2025 que després de mesos de negociacions, el govern d'Israel i Hamàs van arribar a Doha a un acord d'alto el foc que entraria en vigor a partir del 19 de gener. En la primera fase de l'acord, Israel i Hamàs han acordat un alto el foc de sis setmanes, en les quals es produirà un intercanvi gradual de 33 ostatges israelians, prioritàriament infants, dones, ancians, malalts i ferits per més de 1.900 presos palestins, que no inclouria terroristes acusats per assassinat. Israel autoritzà l'entrada d'uns 600 camions amb ajuda humanitària i combustible a tota la Gaza i la rehabilitació d'hospitals.
La una segona fase començaria al cap de 16 dies d'iniciada la primera i s'hi començaria a negociar la fi del conflicte. Els Estats Units van negociar directament amb Hamas per l'alliberament d'ostatges nord-americans i el potencial final de la guerra sense Hamàs al poder a Gaza i van impulrsar un nou alto-el-foc per ramadà i setmana santa, que no es va arribar a dur a terme.
L'1 de març, Israel va bloquejar l'accés a l'ajuda humanitària després de sis setmanes argumentant que la major part havia estat robada per Hamàs.
El major general retirat Eyal Zamir es va convertir en el Ramatcal el 5 de març de 2025 en substitució del tinent general Herzi Halevi, que va dimitir al gener per les falles de seguretat i intel·ligència de l'exèrcit durant l'atac de Hamàs el 7 d'octubre de 2023.

### Final de l'alto-el-foc
El 18 de març de 2025 Israel va trencar l'alto el foc quan les Forces de Defensa d'Israel (FDI) van llançar desenes d'atacs aeris a tot Gaza sota ordres del primer ministre Binyamín Netanyahu per la negativa reiterada de Hamàs a alliberar ostatges, causant centenars de morts i ferits, entre ells el cap de govern de Hamàs a la Franja de Gaza, Essam Al-Dalis, el viceministre de Justícia Ahmed al-Hatta, el viceministre d'Interior Mahmud Abu Wafah, i Bahjat Abu Sultan, un alt funcionari del Ministeri de l'Interior, amenaçant amb la intensificació dels atacs si Hamàs no repren genuïnament les negociacions.
El 20 de març les FDI van tornar a desplegar-se al llarg de la costa de l'extrem nord de la Franja de Gaza, al Corredor de Netzarim i al sud de la Franja de Gaza, i Hamàs i els huthis del Iemen van reprendre els atacs amb míssils a Israel.
El 23 de març un atac aeri va acabar amb el líder polític Salah al-Bardawil i les FDI van rependre els atacs a Khan Yunis, i l'endemà un atac aeri va matar Ismail Barhoum, el nou cap de govern de Hamàs. El 4 d'abril les FDI van abatre Hassan Farhat, comandant del sector occidental de Hamàs al Líban.
El 25 de març van esclatar manifestacions contra Hamàs al nord de la Franja de Gaza, estenen-se a altres parts de la Franja de Gaza, demanant accés als aliments, la fi de la guerra i que Hamàs deixi el govern a altres. Dies després de l'inici de les protestes, Hamàs va executar sis habitants de Gaza i va flagel·lar o segrestar públicament altres persones que havien participat en les manifestacions.
El 12 d'abril, les FDI van anunciar la presa total del corredor de Morag, que separaria efectivament Rafah, la ciutat més al sud de Gaza, de les parts centrals de la Franja de Gaza i van ordenar l'evacuació completa de diversos barris de Rafah, aïllant la brigada de Rafah de Hamàs de la resta. Els equips d'enginyeria van començar a construir una carretera al corredor per fer que Rafah es convertís en una zona de seguretat israeliana, establint una zona d'amortiment al sud entre el Corredor de Philadelphi i Khan Yunis.
El 12 de maig Hamàs va alliberar Edan Alexander, l'últim ostatge viu amb ciutadania nord-americana després de converses directes entre els Estats Units i Hamàs a Qatar, deixant de banda els funcionaris israelians.

### Operació Carros de Gedeó
Des que les Forces de Defensa d'Israel (FDI) es van retirar de Khan Yunis el 7 d'abril de 2024, només hi havia simultàniament uns quants milers i tot només 1.000 soldats israelians a la franja de Gaza. Després d'una campanya de bombardeigs intensos iniciada el 13 de maig, el 17 de maig de 2025, cinc divisions (36a, 98a, 143a, 162a i 252a) de les FDI, d'entre 5.000 i 10.000 soldats cada una, van començar una nova ofensiva terrestre a Gaza anomenada operació Carros de Gedeó amb l'objectiu de destruir sistemàticament les infraestructures utilitzades per Hamàs.
Deir al-Balah, al centre de Gaza fou el primer gran objectiu, on les FDI avançaren sota una intensa cobertura d'artilleria i bombardeigs aeris. Durant el cap de setmana, les forces israelianes van envair i van començar a prendre el control de grans porcions del nord i el sud de Gaza, on no havien entrat amb un nombre tan gran de forces des del 2024. El 13 de maig van morir el líder de Hamàs Muhammed Sinwar, Muhammed Shabana el comandant de la brigada de Rafah, i Mahdi Quara, comandant del batalló del sud de Khan Younis durant un bombardeig als túnels construits sota l'Hospital Europeu de Khan Younis, que feia servir de centre de comandament. Izz dl-Din al-Haddad, el comandant de la brigada del nord de Gaza, va prendre el relleu al capdavant de Hamàs. Hamàs va respondre amb una contraofensiva que anomena Operació Pedres de David, consistent en una sèrie d'emboscades i operacions militars a petita escala contra les FDI.
En paral·lel a l'inici de l'operació, el 19 de maig Binyamín Netanyahu, sota una forta pressió nord-americana, va ordenar la renovació immediata de l'ajuda humanitària a Gaza, que s'havia suspès l'1 de març. Les Forces Populars, que van prendre el control d'una part de Rafah, van fer tasques de vigilància durant el repartiment, i van rebre armament per part de les FDI.
El 20 de juny, durant l'operació Lleó Ascendent, Saeed Izadi, coordinador entre Hamàs i la Força Quds de l'Exèrcit dels guàrdies de la revolució islàmica i un dels responsables dels atacs del 7 d'octubre a Israel fou abatut a Qom (Iran). La 98a Divisió de les FDI, formada per milers de soldats d'elit en unitats de paracaigudistes i comandos divisió desplegada a Khan Younis fou retirada breument de la Franja durant la guerra amb l'Iran al juny i redestinada posteriorment als barris de Shejaiya i al-Zaytoun de la ciutat de Gaza, fins que es retirà a finals de juliol després de mesos d'operacions sense haver aconseguit els objectius de conquerir la ciutat de Gaza i desplaçar la població palestina cap al sud, impedir que Hamàs prengués el control de l'ajuda humanitària ni alliberar ostatges.

### Ofensiva de Deir al-Balah
El 20 de juliol les Forces de Defensa d'Israel (FDI) van emetre ordres d'evacuació per a la ciutat de Deir al-Balah, on no havia sigut objecte de cap terrestre des de l'inici de la guerra i es sospitava hi hauria empresonats diversos dels segrestats per Hamàs. L'endemà, les forces israelianes van avançar cap als afores de Deir al-Balah mentre els atacs aeris colpejaven la ciutat.
Les converses de pau a Doha per restaurar el fràgil alto el foc negociat durant la transició de les administracions de Joe Biden a Donald Trump i que va fracassar al març de 2025, van fracassar el juliol de 2025 amb la retirada dels Estats Units de les converses després que Hamàs canviés repetidament les seves demandes i trigués a respondre a les noves propostes. Steve Witkoff, el cap de la delegació nord-americana va manifestessinar que Hamàs no semblava estar coordinat ni actuar de bona fe.

### Ofensiva de Gaza
Eyal Zamir, el cap de les Forces de Defensa d'Israel (FDI) va aprovar el 13 d'agost de 2025 el marc per a una nova ofensiva a ciutat de Gaza, el centre urbà més gran de l'enclavament, dies després que el gabinet de seguretat d'Israel demanés la captura de la ciutat, i s'anunciaren preparatius per evacuar per la força els palestins de les zones de combat al sud de la ciutat, donant tendes de campanya i altres equips de refugi a través del pas de Kérem Xalom, per l'Organització de les Nacions Unides (ONU) i les organitzacions internacionals d'ajuda. Les operacions es van iniciar als afores de la ciutat i els combats amb foc intens aeri i de tancs israelians es van iniciar als barris d'al-Zaytoun i Shuja'eya.

## Escalada regional
Hezbol·là, recolzat per l'Iran, al sud del Líban i les milícies huthis al Iemen, han llançat atacs a escala limitada contra Israel, fent por a un conflicte militar regional més ampli. Les milícies recolzades per l'Iran a l'Iraq i Síria també han negociat atacs amb els EUA i les Forces de Defensa d'Israel (FDI). Més de 100 palestins han mort en enfrontaments amb soldats i colons israelians a Cisjordània des del 7 d'octubre. La violència dels colons ha estat molt criticada per les FDI.

### Hezbol·là
Els dies 8 i 9 d'octubre, hi va haver foc creuat entre Hezbol·là i les forces israelianes després que els militants de Hezbol·là disparassin míssils contra Israel des del Líban i Israel respongués amb atacs aeris al Líban. Hezbol·là ha ofert suport simbòlic a Hamàs amb alguns bombardejos i atacs amb coets. No obstant això, la major part d'això ha tingut lloc a les Granges de Shebaa, una petita parcel·la de terra en disputa que ha experimentat un conflicte de baix nivell des de l'any 2000. S'han registrat més de 4.400 incidents violents entre Hezbol·là i Israel des de l'inici de la guerra, i aproximadament 100.000 israelians han estat evacuats del nord d'Israel des de l'inici del conflicte.
El 31 de març de 2024, el comandant Ismail Al Zin, responsable la unitat de míssils antitancs de la Força Radwan d'elit de Hezbol·là responsable de nombrosos atacs contra Israel va morir en un atac amb dron al Líban, i el 14 de maig, Hussein Ibrahim Makki, comandant superior de la unitat del Front Sud que havia comandat la divisió costanera de Hezbol·là. Taleb Abdullah, comandant d'una de les tres divisions de Hezbol·là al sud del Líban va morir en un atac aeri el 12 de juny, suposa el càrrec més alt de la milícia proiraniana mort per part d'Israel des de l'inici de les hostilitats en octubre de 2023. El comandant Muhammad Nimah Nasser va morir en un atac aeri el 3 de juliol. El 27 de juliol, un coet llençat des del sud del Líban va matar dotze joves drusos a un camp de futbol a Majdal Shams, als Alts del Golan, en l'atac més mortífer al nord d'Israel des de l'inici de la guerra, provocant bombardeigs de la força aèria israeliana en resposta, i en resposta, un atac aeri israelià va matar a Beirut Fuad Shukr, el cap militar de major rang de Hezbol·là i assessor del líder Hassan Nasral·là.
El juliol de 2024, una operació liderada per la Guàrdia Civil i la policia alemanya va desarticular a Barcelona i Badalona una de les estructures logístiques de construcció de munició rondadora de Hezbol·là a Europa, capaços de transportar càrregues explosives de diversos quilos i per la seva mida petita i el seu perfil de vol baix són més difícils de detectar i, per tant, de neutralitzar, i es creu que la xarxa va produir més d'un miler d'unitats, i en molts dels drons usats en la guerra entre Israel i Gaza s'han trobat peces com les adquirides per l'estructura desarticulada.
En resposta a la mort del seu màxim comandant militar Fuad Sukr, la del líder polític de Hamàs, Ismail Haniye i el bombardeig del Líban, Hezbol·là va respondre el 4 d'agost de 2024 amb el llançament de més de 300 coets, en l'intercanvi de foc més gran en dues darreres dècades, la majoria interceptats pels sistemes de defensa aèria israeliana, la Cúpula de Ferro, i la resta no van causar danys significatius.
Des del 8 d'octubre de 2023 fins al 24 d'agost de 2024 han mort al Líban 560 persones, i entre elles Hezbol·là ha confirmat la mort de 356 milicians i comandants, la majoria al Líban, però també alguns d'ells a Síria. Israel ha realitzat desenes d'atacs aeris a Síria des que va començar la guerra, i en 12 de setembre les forces especials Shaldag de la Força Aèria Israeliana va dur a terme l'atac a un camp de míssils a prop de Masyaf, descendint d'helicòpters, col·locant explosius a les instal·lacions construïdes per l'Iran i van retirar informació sensible. Els atacs a Síria han matat almenys 208 combatents, inclosos 46 militars sirians, 43 membres de Hezbol·là i 24 guàrdies revolucionaris iranians, i 22 civils.
El 17 de setembre de 2024 els cercapersones de Hezbol·là al Líban i Síria van ser piratejats i detonats en un atac coordinat per Israel, causant la mort d'al menys dotze persones, i 2.750 ferits, 200 d'ells greus, i l'endemà van explotar els walkie-talkies, causant la mort d'al menys catorze persones, i 450 ferits.
Un atac aeri israelià al sud de Beirut el 20 de setembre va matar el cap d'operacions i comandant de la unitat d'elit Radwan de Hezbol·là Ibrahim Aqil i altres membres de la unitat d'elit mentre celebraven una reunió. Aqil estava buscat pel seu suposat paper en els atemptats de l'ambaixada dels Estats Units a Beirut de 1983 que van matar 63 persones, així com els atacs a les casernes de la Marines a Beirut de 1983. El 24 de setembre, Ibrahim Qubaisi, el comandant de la divisió de coets i míssils de Hezbol·là va morir en un dels atacs aeris israelians.
El primer ministre israelià, Binyamín Netanyahu, va demanar als civils del Líban que abandonessin les zones on Israel ataca Hezbol·là, i la població va rebre trucades automatitzades, missatges de text i emissions que els instaven a evacuar la zona, i 100.000 persones es van dirigir cap al nord del país. Fins al 23 de setembre les forces armades israelianes havien atacat mil tres-cents objectius de Hezbol·là al Líban, principalment al sud i l'est del país prop de la frontera del Líban amb Síria i on el grup militant té una forta presència, atacant especialment habitatges on hi havia armament emmagatzemat, causant 492 morts i 1.645 ferits, respostos per nombrosos llençaments de míssils de Hezbol·là.
Avions de combat de la Força Aèria van bombardejar la caserna general de Hezbol·là a Beirut i matar el 27 de setembre Hassan Nasral·là, Ali Karaki, comandant de les forces al front sud, i al comandant de la unitat de míssils al sud del Líban, Mohammad Ali Ismail, responsable del llançament d'un míssil balístic cap al centre d'Israel el 25 de setembre, i al seu adjunt Hussein Ahmed Ismail juntament amb altres comandants i militants de Hezbol·là. També va ser abatut Ibrahim Muhammad Qabisi, cap de la Força de Míssils i Coets de Hezbol·là.
L'1 d'octubre l'Iran va llençar 200 míssils en direcció a Israel com a resposta a la mort de Nasral·là i Nilforushan advertint que en cas de resposta israeliana hi hauria una resposta posterior. El president dels EUA, Joe Biden, va ordenar a les seves forces armades abatre els míssils. Israel, Jordània i Iraq van tancar l'espai aeri, i els vols foren redirigits fora del país. Finalment, el 30 de setembre de 2024, l'exèrcit israelià va iniciar una ofensiva terrestre al Líban.
El 26 de novembre de 2024 es va acordar un alto-el-foc negociat per l'enviat nord-americà Amos Hochstein, en condicions favorables a Israel amb ànim d'implantar la Resolució 1701 del Consell de Seguretat de les Nacions Unides després de la mort dels principals comandants de Hezbol·là i més de 3.000 persones i un milió de desplaçats, donant temps per a la retirada israeliana fins a final de gener de 2025, que posteriorment es va allargar fins al 28 de febrer per fer efectiva la retirada, però l'exèrcit israelià va romandre en cinc turons estratègics fins la implementació completa de l'acord per l'exèrcit libanès.
Des que l'alto el foc al Líban, que permet a Israel respondre en cas d'amenaça, va entrar en vigor el novembre de 2024, Hezbol·là va continuar disparant míssils des del Líban i en resposta el 28 de març, l'1 d'abril i el 27 d'abril de 2025 les FDI van realitzar atacs aeris a Beirut.

### Milícies proiranianes
Des del 17 d'octubre de 2023, i en resposta al suport dels Estats Units a Israel a la guerra entre Israel i Hamàs, les milícies recolzades per l'Iran van iniciar una sèrie coordinada de més de 170 atacs a bases i actius militars estatunidencs a Síria, Iraq i Jordània. Aquests atacs van provocar ferides a desenes de membres del servei estatunidenc. Com a represàlia, els Estats Units han llançat múltiples contraatacs, que han resultat en la mort de més de 30 militants, entr ells Muixtaq Talib al-Saidi, comandant d'Harakat Hezbol·là al-Nujaba. El febrer de 2024, després dels atacs aeris dels Estats Units a l'Iraq i Síria, els atacs de milícies contra les forces estatunidenques es van aturar.
Amb l'accelerada pèrdua de control de Baixar al-Àssad en la guerra Civil siriana l'exèrcit israelià va desplegar el desembre de 2024 la 210a divisió als Alts del Golan, per por que els esdeveniments es descontrolin i arribin a la frontera. La caiguda d'Assad el 8 de desembre de 2024 va trencar efectivament la ruta d'armes, material i personal des de l'Iran a Hezbol·là quedant aïllada al sud del Líban, quedant encara més afeblit i vulnerable a l'atac o la infiltració israeliana. El 9 de desembre les tropes israelianes es van desplegar a la zona d'amortiment desmilitaritzada supervisada per la Força de les Nacions Unides d'Observació de la Separació, inclos el mont Hermon.
El 8 i 9 de desembre la Força Aèria i la Marina d'Israel van llençar l'Operació Fletxa de Bashan atacant més de 350 atacs contra dipòsits de míssils, vaixells de guerra, avions de caça i altres objectius estratègics, eliminant la majoria de les reserves d'armes estratègiques a Síria, El 8 de setembre de 2024, 100 membres de Shaldag i 20 membres de la Unitat 669 a bord de quatre helicòpters de transport pesat Sikorsky CH-53 Sea Stallion "Yasur" van partir d'una base aèria israeliana fins a una fàbrica de míssils iraniana excavada entre 2017 i 2021 en una muntanya al Centre d'Estudis i Recerca Científics a la zona de Masyaf a Síria, a l'oest de Hama, a més de 200 quilòmetres al nord de la frontera israeliana i a uns 45 quilòmetres de la costa occidental de Síria, i la van destruir amb explosius.

### Cisjordània
L'Organització de les Nacions Unides (ONU) informa que fins al 26 d'agost 622 palestins, tant membres de grups armats com civils havien mort a Cisjordània, inclosa Jerusalem Est, i entre ells Wissam Khazem, el cap de Hamàs a Jenin i Mohammed Jaber el líder de la brigada de Tulkarem del Gihad Islàmic palestí. Almenys 602 palestins havien mort a mans de les forces israelianes, inclosos 126 en atacs aeris, i 11 per colons israelians. Durant el mateix període, quinze israelians, entre ells nou membres de les forces armades israelianes i cinc colons van ser assassinats per palestins a Cisjordània, mentre que 10 israelians van ser assassinats a Israel en atacs de palestins des de Cisjordània.

### Milícies huthis
El 31 d'octubre de 2023 els huthis van declarar la guerra a Israel. Van imposar un bloqueig naval a la mar Roja, on van arribar a disparar un míssil balístic contra Elat, al sud d'Israel. Encara que els huthis van dir que només atacarien vaixells vinculats a Israel, els Estats Units o la Gran Bretanya, han atacat indiscriminadament els vaixells de moltes nacions. Entre octubre de 2023 i març de 2024, els huthis van atacar vaixells al Mar Roig en més de seixanta ocasions, i per evitar els atacs, centenars de vaixells comercials han estat redirigits per navegar per Sud-àfrica. Una munició rondadora va impactar al centre de Tel-Aviv el 19 de juliol matant un resident en una zona amb hotels quals acullen els desplaçats de la frontera nord d'Israel amb el Líban, i una oficina de l'ambaixada dels Estats Units també és a prop del lloc de l'atac.
Els Estats Units, el Regne Unit i Israel per la seva banda van atacar repetidament les instal·lacions del port d'al-Hudayda, controlada pels huthis, en operacions conjuntes.
L'endemà que els huthis llancessin un míssil balístic contra Tel-Aviv, el 29 de setembre de 2024, Israel va llançar com a resposta un atac a gran escala amb dotzenes d'caces, avions d'abastament i avions espia, contra els ports d'Al Hudaydah i Ras Isa, a uns 1.800 km d'Israel, causant importants danys a les instal·lacions portuàries i a les centrals generadores d'energia.
L'endemà que els huthis llancessin un nou míssil balístic el 4 de maig de 2025 que va impactar a un aparcament de l'aeroport de Tel-Aviv, 20 avions de caça israelians van llançar com a resposta una sèrie d'atacs contra el port d'Al-Hudayda i una fàbrica de ciment propera, i el 6 de maig a l'aeroport principal de Sanaa i diverses centrals elèctriques importants a la zona de Sanaa.

### Iran
El 24 de novembre de 2023 el portacontenidors CMA CGM Symi de l'israelià Idan Ofer va ser atacat per un dron iranià HESA Shahed 136 a l'oceà Índic, causant danys al vaixell sense ferir la tripulació El 23 de desembre, un dron iranià HESA Shahed 136 va atacar el petrolier afiliat a Israel MV Chem Pluto a l'oceà Índic, davant de la costa de Gujarat sense fer mal als seus 20 tripulants però va provocar un incendi que va ser apagat. El 13 d'abril de 2024, l'Armada de l'exèrcit dels guàrdies de la revolució islàmica (EGRI) va pujar a bord del portacontenidors portuguès MSC Aries, propietat parcial de l'empresari israelià Eyal Ofer i és operat per la seva empresa, Zodiac Maritime, a l'estret d'Ormuz amb un helicòpter i el va redirigir cap al territori iranià.
L'1 d'abril de 2024, un atac de la Força Aèria Israeliana (FAI) va destruir un edifici annex a l'ambaixada iraniana a Damasc matant 16 persones entre ells el general de brigada Mohammad Reza Zahedi de la Força Quds de l'EGRI, i altres set oficials de l'EGRI.
L'Iran va llançar el 13 d'abril a la nit una gran onada d'uns 300 drons i míssils des de l'Iran, el Líban, l'Iraq i el Iemen. Aquest és el primer atac iranià directe contra Israel des de 1979. L'EGRI va denominar el seu atac com a Operació Promesa Veritable. Els atacs iranians van impactar a Irbil al nord de l'Iraq, i una base aèria israeliana, a la que va causar danys menors a Israel, es van interceptar míssils a Jerusalem i Dimona dissabte a la nit, i la metralla de la intercepció d'un míssil balístic a Arad va ferir una nena beduina. Cap dron ni cap dels 30 míssils de creuer iranians llançats van entrar a l'espai aeri israelià. 25 míssils de creuer van ser abatuts per la FAI fora de l'espai aeri israelià i 120 míssils balístics van ser abatuts pels sistemes de defensa aèria israeliana. Les forces militars estatunidenques a la regió van ajudar Israel a interceptar els atacs.
L'Exèrcit iranià el 19 d'abril va confirmar tres explosions a la matinada a Qahjavarestan, a prop de l'aeroport d'Esfahan i de la base aèria militar de Shekari, on hi ha instal·lacions nuclears i fàbriques de drons i altre armament de guerra, provocades pels trets dels seus sistemes de defensa aeris contra objectes sospitosos, i Hossein Dalirian, portaveu de l'Agència Espacial Iraniana, va informar que diversos drons havien estat abatuts.
Ismail Haniyeh, el líder de Hamàs, va morir el 31 de juliol de 2024 a Teheran per un atac aeri israelià.
El 17 de setembre de 2024 els cercapersones de Hezbol·là al Líban i Síria van ser piratejats i detonats en un atac coordinat per Israel, causant la mort d'al menys dotze persones, i 2.750 ferits, 200 d'ells greus, entre ells l'ambaixador iranià al Líban Mojtaba Amani,
Avions de combat de la FAI van bombardejar la caserna general de Hezbol·là a Beirut i matar el 27 de setembre Hassan Nasral·là, i Abbas Nilforushan, comandant de l'EGRI. juntament amb altres comandants i militants de Hezbol·là. L'1 d'octubre l'Iran va llençar 200 míssils en direcció a Israel com a resposta a la mort de Nasral·là i Nilforushan advertint que en cas de resposta israeliana hi hauria una resposta posterior. El president dels EUA, Joe Biden, va ordenar a les seves forces armades abatre els míssils. Israel, Jordània i Iraq van tancar l'espai aeri, i els vols foren redirigits fora del país. Finalment, el 30 de setembre de 2024, l'exèrcit israelià va iniciar una ofensiva terrestre al Líban.
El 12 de juny de 2025 desenes d'avions de combat de la FAI van dut centenars d'atacs aeris en cinc onades d'atacs, a almenys vuit llocs a tot l'Iran, incloent-hi Teheran, el principal lloc d'enriquiment d'urani de l'Iran a Natanz i un centre de recerca nuclear a Tabriz, i entre les víctimes mortals es van trobar el general Hossein Salami, comandant de l'EGRI, el general Mohammad Bagheri, Cap d'Estat Major de les Forces Armades de l'Iran, i diversos científics nuclears iranians.

## Crisi humanitària
Abans d'inici de la guerra, uns 500 camions que transportaven aliments, combustible i altres subministraments entraven diàriament a la franja de Gaza de d'Israel, uns dos-cents amb ajuda humanitària, segons la Organització de les Nacions Unides, i uns 300 més amb importacions comercials com aliments, subministraments agrícoles i materials industrials. Hamàs intercepta el 90% l'ajuda humanitària de les Nacions Unides abans d'arribar al seu destí i ha desviat fins a un 25% del total dels subministraments d'ajuda humanitària als seus combatents o els ha venut a civils.
La Franja de Gaza ha experimentat una crisi humanitària com a resultat de la guerra, amb fam i col·lapse sanitari. A l'inici de la guerra, Israel va reforçar el seu bloqueig a la Franja de Gaza provocant una escassetat important de combustible, aliments, medicaments, aigua i subministraments mèdics essencials. El setge va provocar una caiguda del 90% de la disponibilitat d'electricitat, afectant els subministraments d'electricitat dels hospitals, les plantes de clavegueram i el tancament de les plantes dessalinitzadores que proporcionen aigua potable. Els brots de malalties generalitzats s'han estès per Gaza.
Des de l'inici de la guerra, l'entrada de camions ha baixat fins a uns 100 diaris, segons una revisió de les estadístiques militars de l'ONU i d'Israel sobre els enviaments d'ajuda. El 17 de maig es va posar en funcionament un moll flotant construït per l'exèrcit dels Estats Units, que inicialment permet el lliurament d'uns 90 camions al dia, i podria arribar fins a uns 150 camions aproximadament quan estigui completament operatiu. Durant la primera setmana de funcionament del moll flotant es van descarregar 127 camions mentre per via terrestre havien entrat des d'Israel uns 2.065 camions amb ajuda humanitària. A les dues setmanes d'entrar en funcionament, el moll flotant va haver de ser desmuntat i enviat a Ashdod per a la seva reparació pels danys soferts per la mar agitada.
El parlament israelià va prohibir el 28 d'octubre de 2024 l'activitat de l'Agència de les Nacions Unides per als Refugiats de Palestina al Pròxim Orient (UNRWA) en el seu territori per la seva vinculació amb Hamàs, i amb l'accés al poder del nou President dels Estats Units Donald Trump, es va suspendre el finançament del govern nord-americà a l'UNRWA.
En paral·lel a l'inici de l'Operació Carros de Gedeó, el 19 de maig de 2025 Binyamín Netanyahu, sota una forta pressió nord-americana, va ordenar la renovació immediata de l'ajuda humanitària a Gaza, que s'havia suspès l'1 de març, però aquest cop mitjançant un nou sistema de distribució organitzat per la nova Gaza Humanitarian Foundation (GHF) amb l'objectiu d'impedir la participació de Hamàs en el repartiment de l'ajuda i col·lapsar el govern de Hamàs. GHF és una organització privada recolzada pels Estats Units i Israel que utilitza contractistes privats armats per proporcionar seguretat als corredors i als quatre centres de distribució designats per Israel, des dels quals es distribueixen paquets d'aliments als habitants de Gaza. Els tres primers dies de funcionament van morir diverses persones en les proximitats dels centres de distribució en incidents no aclarits, així que durant el 4 de juny es van tancar els centres per incrementar les condicions de seguretat. Les allaus humanes en les que s'infiltren membres armats de Hamàs han provocat nombroses morts per aixafaments, trets preventius, i atacs per arma blanca.
Al juliol, milers de camions d'ajuda humanitària de l'Agència de les Nacions Unides per als Refugiats de Palestina al Pròxim Orient (UNRWA) esperaven a Jordània i Egipte, i l'ONU no podia distribuir per problemes de seguretat més de 900 camions d'ajuda aparcats en una zona tancada prop del punt de pas de Kérem Xalom, dins de la Franja de Gaza, fins que el 28 de juliol va començar a distribuir-los.

## Víctimes

### Víctimes a Israel
El 7 d'octubre almenys 854 civils israelians i 122 civils amb doble nacionalitat foren assassinats i van morir 279 soldats de les FDI, 51 policies i 10 membres del Shin Bet. Més de 3.400 persones van resultar ferides i més de 253 persones foren segrestades i transportats a la Franja de Gaza, dels quals 120 civils.
Hamàs també mantenia segrestats a Avera Mengistu i Hisham al-Sayed, dos civils israelians que van entrar a la Franja de Gaza el 2014 i el 2015, així com els cossos de Hadar Goldin i Oren Shaul, membres de les Forces de Defensa d'Israel (FDI) morts durant l'Operació Marge Protector en 2014.
En maig de 2025, 414 militars israelians havien mort durant la guerra, i hi havia 59 ostatges a Gaza, En juliol de 2025, quan quedaven 49 ostatges, dels que 27 es creien morts i la Creu Roja Internacional encara no havia assistit a cap ostatge, Hamàs i la Jihad Islàmica Palestina van publicar vídeos mostrant els ostatges Rom Braslavski i Evyatar David amb aspecte dèbil i demacrat.

### Víctimes a Palestina
Hamàs utilitza extensivament la població civil com escuts humans.
El Ministeri de Salut de Palestina a Gaza comptabilitzava fins al maig de 2025 52.400 morts, i el 9 de gener de 2025 46.000 morts i 109.378 ferits a la Franja de Gaza, mentre el 29 de novembre eren 43.800 morts i més de 103.600 ferits. A mitjans d'agost de 2024 havien mort 40.000 persones i el nombre de ferits era de 93.000, mentre hi havia 10.000 desapareguts. i a Cisjordània el juliol es comptabilitzaven 592 morts i 5.400 ferits. Entre els morts es compten 15.000 combatents de Hamas i nombrosos comandants i líders de Hamàs i Hezbol·là. Un 70% de les víctimes mortals palestines son dones i nens.
El Ministeri de Salut de Palestina a Gaza va informar el 25 d'octubre de 2023 que 6.500 palestins, inclosos 2.700 infants, havien estat assassinats i milers més havien resultat ferits. Yousef Abu al-Rish, el màxim funcionari de salut palestí a Gaza, va declarar que la majoria de les víctimes eren d'atacs provinents des de l'interior d'Israel. Metges Sense Fronteres va declarar que Israel va atacar l'Hospital indonesi al nord de Gaza, matant una infermera, un conductor d'ambulància i provocant diversos ferits, a més de quatre palestins assassinats al llarg de la tanca perimetral de Gaza, deu civils van ser assassinats en un atac a un edifici residencial a Shabora, 19 persones en un atac aeri a Rafah el 9 d'octubre, i almenys 50 persones al camp de Jabalia.
A mitjans de gener de 2024, el Ministeri de Salut de Palestina va afirmar que fins aquell moment havien mort 24.448 persones i el nombre de ferits era de 61.504, i a finals de febrer de 2024 la xifra havia augmentat a 30.035 persones mortes i el nombre de ferits superava els 70.000, a finals de març el nombre de morts era 32.705 persones, entre elles 13.000 combatents de Hamas, i els ferits, 75.190. A finals d'abril els morts palestins eren 34.535 i 77.704 ferits. El 7 de maig es va donar la xifra de 34.844 morts palestins des de l'inici del conflicte. El 19 de juny s'havien comptabilitzat 37.396 morts palestins i l'10 d'agost, 39.790 morts i 91.702 ferits.

## Desinformació
El conflicte ha generat nombrosos episodis de desinformació, majoritàriament sobre les accions de les Forces de Defensa d'Israel (FDI), com l'afirmació que va ser els soldats israelians qui va disparar contra els seus propis civils al festival de música Supernova el 7 d'octubre, que es van decapitar 40 nadons, que les fotografies d'atrocitats comeses per Hamàs es van realitzar utilitzant intel·ligència artificial, o l'escenificació del patiment dels palestins.
Els usuaris de les xarxes socials, inclosos polítics i mitjans de comunicació d'alt perfil van compartir el juny de 2025 un suposat estudi de la Universitat Harvard segons el qual 377.000 persones havien desaparegut a Gaza, però l'estudi no va ser realitzat per la Universitat Harvard i l'estimació es basava en càlculs erronis, en juliol de 2025, The New York Times va haver d'aclarir que una fotografia presa per Ahmed al-Arini, i que també havien publicat BBC, CNN i The Guardian o El País, entre d'altres corresponia a un infant amb paràlisi cerebral i el seu estat físic no tenia a veure amb desnutrició. En agost de 2025 Bild va revelar els muntatges d'escenes del sofriment a Gaza que Anas Zayed Fteiha hauria organitzat per manipular l'opinió pública internacional i afavorir la narrativa de Hamás, En octubre de 2024 un portaveu de les FDI va difondre fotografies del periodista amb Anas al-Sharif, periodista estrella d'al Jazeera durant el conflicte, amb el cap de Hamàs Yahya Sinwar, morts ambdos en atacs de les FDI. Segons les FDI, el periodista treballava per Hamàs des del 2013, abans de l'inici del conflicte.

## Acusacions de crims de guerra
El febrer de 2024 el Departament de Justícia dels Estats Units va acusar Yahya Sinwar, el líder de les Brigades Izz ad-Din al-Qassam Mohammed Deif, el líder polític de Hamàs Ismail Haniyeh, el líder adjunt del braç armat de l'organització Marwan Issa, el líder del grup fora de Gaza i Cisjordània Khaled Mashal, i Ali Baraka amb set càrrecs, inclòs l'assassinat d'almenys 43 ciutadans nord-americans, conspiració per finançar el terrorisme, conspiració per bombardejar un lloc d'ús públic que va provocar la mort, conspiració per finançar el terrorisme i suport material per a actes de terrorisme que van provocar la mort, i ús d'armes de destrucció massiva. En cas de ser condemnats, els acusats podrien ser condemnats a cadena perpètua o pena de mort. Haniyeh, Issa i Deif han mort en atacs que van ser reclamats per Israel o atribuïts a ells.
El 20 de maig de 2024 Karim Khan, fiscal del Tribunal Penal Internacional (TPI) va demanar ordres de detenció per a Yahya Sinwar, Mohammed Deif i Ismail Haniyeh, i el primer ministre israelià Benjamin Netanyahu i el ministre de Defensa d'Israel, Yoav Gallant, acusats de crims de guerra i crims contra la humanitat pels atacs del 7 d'octubre a Israel i la posterior guerra a Gaza. El 21 de novembre de 2024 el TPI va ordenar detenir per crims de guerra i contra la humanitat Netanyahu, Gallant i Deif.

### Atacs a civils israelians
Segons Human Rights Watch, Amnistia Internacional, l'enviat d'Israel de l'ONU i B'Tselem, organització israeliana de drets humans, afirmen que els atacs de grups armats palestins amb objectius deliberats contra civils, com els assassinats de civils en massa i la presa de desenes de civils israelians com a ostatges, equivalen a crims de guerra segons el dret internacional humanitari.

### Acusacions de violència sexual contra dones israelianes
El 14 d'octubre, els equips forenses militars d'Israel van certificar que hi havia indicis de tortura i violacions múltiples entre els cadàvers. El Fòrum d'ostatges i famílies desaparegudes, un grup que representa les famílies dels ostatges presos per Hamàs, va dir al Comitè Internacional de la Creu Roja que alguns dels ostatges havien estat víctimes de violació.
L'Organització de les Nacions Unides i altres organitzacions han presentat proves creïbles que els militants de Hamàs van cometre agressions sexuals durant els atacs i Karim Khan, el fiscal del Tribunal Penal Internacional afirma que Yahya Sinwar, Mohammed Deif i Ismail Haniyeh, tres líders clau de Hamàs, són responsables de violacions i altres actes de violència sexual com a crims contra la humanitat.
El Lemkin Institute for Genocide Prevention en febrer de 2024 va considerar que la violència sexual el 7 d'octubre ha estat exagerada per l'estat israelià i que la investigació ha estat obstaculitzada per utilitzar la violència sexual per justificar la resposta als atacs de Hamàs.
Pramila Patten, representant especial del secretari general de l'ONU sobre la violència sexual en els conflictes, en la presentació al Consell de Seguretat de les Nacions Unides de les conclusions de l'informe de l'ONU sobre la violència sexual comesa per Hamàs el 7 d'octubre va afirmar que va veure una "brutalitat impactant" contra els israelians, La Israel's Association of Rape Crisis Centers en febrer de 2024 va presentar un informe basat en testimonis, entrevistes i altres fonts, que afirmava que la violència sexual de Hamàs va ser estratègica, sistemàtica i dirigida.
Un membre del consell àrab de la ciutat israeliana de Lod va dir a The New York Times que els joves àrabs locals havien vist "imatges de matança, segrest i violació", fet que va debilitar el seu suport inicial a Hamàs. Un vídeo penjat a les xarxes socials el 7 d'octubre mostra militants a Gaza asseguts sobre el cos despullat i inconscient d'una dona, Shani Louk, amb les cames trencades, mentre que en un altre vídeo, també a Gaza, es veu com militants empenyen a una ostatge desorientada i amb els pantalons tacats de sang. Reproduint informacions de les forces armades d'ocupació israelianes, mitjans internacionals van informar sobre diversos testimonis oculars que asseguraven haver presenciat múltiples violacions i violència sexual per part dels militants de Hamás contra dones israelianes, sobretot durant la massacre al festival de música de Re'im. El 24 d'octubre, les autoritats israelianes van projectar imatges d'atrocitats comeses durant la incursió de Hamàs a un grup de periodistes estrangers. En un clip es va veure un cadàver d'una dona parcialment cremat, amb el vestit aixecat fins a la cintura i sense roba interior. Informes que evidenciaven actes de violència sexual comesos durant els atacs del 7 d'octubre van ser avalats per funcionaris israelians, el president dels Estats Units Joe Biden, el ministre de seguretat del Regne Unit Tom Tugendhat i diversos periodistes. Haaretz han admès que en algun cas la informació era incerta o falsa. Algunes informacions de violència sexual, com altres de suposats nens decapitats i cremats que havien fet portaveus i mitjans israelians i havien rebut ressò de polítics i mitjans occidentals van ser desmentides posteriorment,

### Setge i bombardejos a la Franja de Gaza
El 9 d'octubre de 2023, el ministre de Defensa d'Israel, Yoav Gallant, va anunciar un setge complet a Gaza, que implicava tallar subministraments essencials com electricitat, menjar, aigua i gas. Aquesta tàctica va generar preocupacions sobre les violacions de les lleis de la guerra, ja que als civils se'ls negarien les necessitats bàsiques. Les Nacions Unides van advertir que qualsevol setge que posés en perill la vida dels civils privant-los de béns essencials, estava prohibit pel dret internacional humanitari.
El 10 d'octubre, l'enviat palestí a l'ONU va denunciar el bombardeig de Gaza i el setge anunciat, afirmant que aquests actes constitueixen crims de guerra. Human Rights Watch, Amnistia Internacional, B'Tselem Euro-Mediterranean Human Rights Monitor i altres grups han criticat la conducta del govern israelià durant la guerra en diferents graus.

### Càstig col·lectiu a la Franja de Gaza
Diverses accions realitzades per l'exèrcit israelià s'han catalogat com a càstig col·lectiu, un crim de guerra prohibit per tractats tant en conflictes armats internacionals com no internacionals, més concretament l'article 3 de les Convencions de Ginebra i el Protocol addicional II.
- El president internacional de Metges Sense Fronteres, Christos Christou, va dir que milions de civils a Gaza s'enfrontaven a "càstigs col·lectius" a causa del bloqueig de combustible i medicaments.[397]
- Un grup de relators especials de les Nacions Unides va qualificar els atacs aeris a Gaza com una forma de càstig col·lectiu, afirmant que els atacs aeris estan "absolutament prohibits pel dret internacional i constitueixen un crim de guerra".[398]

De fet, el president d'Israel Isaac Herzog va acusar els residents de Gaza de responsabilitat col·lectiva per la guerra. En resposta a les acusacions de càstig col·lectiu, Israel Katz, el ministre israelià d'Energia, va escriure: "De fet, senyora congressista. Hem de traçar una línia... No rebran ni una gota d'aigua ni una sola bateria fins que surtin del món".

### Desplaçaments forçats a la Franja de Gaza
El 13 d'octubre de 2023, l'exèrcit israelià va ordenar l'evacuació d'1,1 milions de persones del nord de Gaza. L'ordre d'evacuació es va caracteritzar com un trasllat per la força per Jan Egeland, antic diplomàtic noruec implicat en els Acords d'Oslo. Un "trasllat forçós" és el trasllat forçat d'una població civil com a part d'actuacions organitzades contra aquest i és considerat un crim de lesa humanitat pel Tribunal Penal Internacional. En una entrevista a la BBC, Egeland va declarar: "Hi ha centenars de milers de persones que fugen per salvar la seva vida, [això] no és una cosa que s'hagi d'anomenar evacuació. És un trasllat per la força de persones de tot el nord de Gaza, que segons les Convencions de Ginebra és un crim de guerra." La relatora especial de l'ONU, Francesca Albanese, va advertir d'una neteja ètnica massiva a Gaza. L'historiador israelià Raz Segal el va qualificar de "genocidi de manual", Segons els informes, els atacs aeris israelians van bombardejar i matar civils complint amb l'ordre d'evacuació. En març de 2024, UNICEF estimava en 1,7 milions els desplaçats interns a la Franja de Gaza, dependents de l'ajuda humanitària i amb oportunitats econòmiques extremadament limitades.

### Fòsfor blanc a la ciutat de Gaza
El 12 d'octubre de 2023, Human Rights Watch va confirmar que l'exèrcit israelià havia utilitzat municions de fòsfor blanc, considerades com una arma incendiària segons el Protocol III de la Convenció sobre la prohibició de l'ús de determinades armes convencionals. El seu ús està prohibit per la llei internacional en zones amb alta densitat de població. Gaza és una de les zones més densament poblades del món.

### Bombardejos a hospitals a la Franja de Gaza
Nombrosos informes de les FDI afirmen que s'han atacat ambulàncies i centres sanitaris amb atacs aeris. En un comunicat, l'Organització Mundial de la Salut va declarar: "Hi ha informes verificats de morts de treballadors sanitaris i destrucció d'instal·lacions de salut, que nega als civils el dret humà bàsic d'atenció sanitària que salva vides i està prohibit pel Dret Internacional Humanitari". L'OMS també va condemnar l'ordre d'Israel d'evacuar 22 hospitals al nord de Gaza, afirmant que els treballadors sanitaris haurien de sense assistència a pacients crítics o arriscar les seves pròpies vides quedant-se; o posar en perill la vida dels pacients durant un trasllat d'aquestes característiques. El 13 d'octubre, el Ministeri de Salut de Palestina va evacuar l'hospital infantil d'Al-Durrah, a l'est de Gaza, després de ser colpejat amb una munició de fòsfor blanc. El 17 d'octubre es va produir una explosió a l'Hospital àrab Al-Ahli, causant centenars de morts segons les fonts de les autoritats de Gaza, mentre que les Forces de Defensa d'Israel en culpaven un coet defectuós del Gihad Islàmic i negaven un impacte directe sobre l'hospital, sinó una explosió al seu pàrquing.

### Mort de periodistes
L'atac de Hamàs al Kibbutz Nahal Oz el 7 d'octubre va matar Yaniv Zohar, fotògraf d'Israel Hayom i d'Associated Press, juntament amb la seva dona, les seves dues filles i el seu sogre. L'ofensiva de Hamàs del mateix dia a Kfar Aza va matar el fotògraf de Yediot Aharonot i la seva dona. Ayelet Arnin, editora de notícies de KAN, i Shai Regev, editora del diari Maariv, van morir durant la massacre al festival de música de Re'im. El 7 d'octubre, la policia israeliana va danyar el material d'un equip de televisió que informava a Ascaló. Es va informar que els atacs israelians havien matat almenys sis periodistes palestins a Gaza. Ibrahim Mohammad Lafi, fotògraf d'Ain Media, va rebre un tret mortal durant l'atac al pas d'Erez el 7 d'octubre; Mohammad Jarghoun, periodista de Smart Media, a l'est de Rafah el mateix dia. El periodista autònom Mohammad el-Salhi també va morir a trets a la frontera a l'est del camp de refugiats de Bureij el 7 d'octubre. El 9 d'octubre, un atac aeri va matar Saeed al-Taweel, redactor en cap del lloc web Al-Khamsa News, Mohammed Subh i Hisham Alnwajha quan filmaven un atac previst a la ciutat de Gaza. Dos periodistes més van resultar desapareguts i un altre va resultar ferit per metralla. Les cases de dos periodistes van ser destruïdes per bombardejos, i les oficines de quatre mitjans de comunicació van ser destruïdes per atacs aeris. El 12 d'octubre, l'artilleria de les FDI al sud del Líban en un foc creuat amb Hezbol·là va matar el periodista de Reuters Issam Abdallah va ferir sis periodistes més.
Des que va començar la guerra, Israel ha prohibit l'entrada de periodistes internacionals a Gaza i tots els reportatges provenen de periodistes i corresponsals locals. Els periodistes que treballen per mitjans controlats o estan alineats amb Hamas es poden considerar blancs militars legítims per les Forces de Defensa d'Israel (FDI). El maig de 2024, Israel va prohibir les emissions d'al Jazeera al país i va tancar les seves oficines.
A finals de juny de 2024, el Comitè per a la Protecció dels Periodistes havia comptabilitzat almenys 103 periodistes palestins i treballadors dels mitjans de comunicació morts durant el conflicte, i en agost de 2025 haurien mort entre 180, segons la Federació Internacional de Periodistes (FIP) i 242 segons l'Oficina de l'Alt Comissariat de les Nacions Unides per als Drets Humans.
L'agost del 2025 les FDI van assassinar cinc periodistes premeditadament, entre els quals hi havia Anas al-Sharif, periodista estrella d'al Jazeera. Israel va reivindicar i justificar l'atac, a través dels seus mitjans afins, per les suposades estretes connexions que tenia el periodista amb el cap de Hamàs Yahya Sinwar, també mort en un atac israelià un any abans.

## Reaccions internacionals
Almenys 44 països van denunciar Hamàs i van qualificar la seva conducta de "terrorisme", inclosa una declaració conjunta dels Estats Units, el Regne Unit, França, Itàlia i Alemanya. En canvi, països de l'Orient Mitjà van demanar la desescalada i van denunciar l'ocupació dels territoris palestins de Gaza i Cisjordània durant dècades per part d'Israel. El 7 d'octubre, el president palestí Mahmud Abbas va declarar que els palestins tenien dret a defensar-se contra el "terror dels colons i les tropes d'ocupació". Tanmateix, l'Autoritat Nacional Palestina va declarar dos dies després que "Hamàs no és el govern de Palestina" i que el govern d'Abbas "rebutja qualsevol atac o dany a civils a tots els bàndols" i està compromès "amb la no violència i la negociació". L'Iran va amenaçar Israel d'intervenir i va advertir a Israel que aturés immediatament tota agressió militar contra Gaza. L'Organització de les Nacions Unides i molts països van demanar un alto el foc immediat.

### Països de majoria musulmana
Grans manifestacions van tenir lloc al Iemen, Jordània, Líban, Kuwait, Bahrain, Iraq, Turquia, Malàisia, Egipte, Iran, Pakistan i Indonèsia en solidaritat amb els grups palestins.
Diversos països àrabs s'han ofert per enviar ajuda mèdica i humanitària a Gaza a través de la frontera amb Egipte. Egipte, tot i haver estat pressionat pels Estats Units, es va negar a acceptar refugiats de Gaza tant per por de problemes de seguretat com per por que aquests refugiats temporals puguin quedar-se permanentment a Egipte.
Països com els Emirats Àrabs Units, el Marroc i l'Aràbia Saudita, que han normalitzat les relacions amb Israel o hi estan en procés, van instar el cessament de les hostilitats. Les relacions d'Israel amb els països de l'Acord d'Abraham han continuat malgrat el conflicte.
Tanmateix, alguns països de la Lliga Àrab, com Oman, Iemen, Qatar i països no àrabs com l'Iran i el Pakistan van expressar el seu suport oficial als palestins, culpant l'ocupació israeliana de territoris palestins de l'escalada de violència. La mateixa Lliga Àrab, així com Bahrain i Egipte han demanat l'aturada immediata de les operacions militars per evitar una nova escalada. El Ministeri d'Afers Exteriors iranià va elogiar les operacions militars com un "moviment espontani" de la resistència palestina. L'Iran va advertir que si Israel no aturava immediatament la guerra a Gaza, s'obririen molts altres fronts de la guerra i Israel patiria "un gran terratrèmol" a més d'amenaçar amb intervenció si les FDI llançaven una invasió terrestre contra Gaza.

### Països Occidentals
Gran part del món occidental va oferir un fort suport diplomàtic i militar a Israel, inclosos els Estats Units d'Amèrica, el Regne Unit i Alemanya, i almenys 44 nacions van denunciar Hamàs i van condemnar explícitament la seva conducta el 7 d'octubre com a terrorisme, inclosa una declaració conjunta dels Estats Units, el Regne Unit, França, Itàlia i Alemanya.